# Lista gatunków z rodzaju fiołek
Lista gatunków z rodzaju fiołek Viola – lista gatunków rodzaju roślin należącego do rodziny fiołkowatych (Violaceae). Według Plants of the World Online do rodzaju tego należy 681 gatunków zweryfikowanych.
Wykaz gatunków

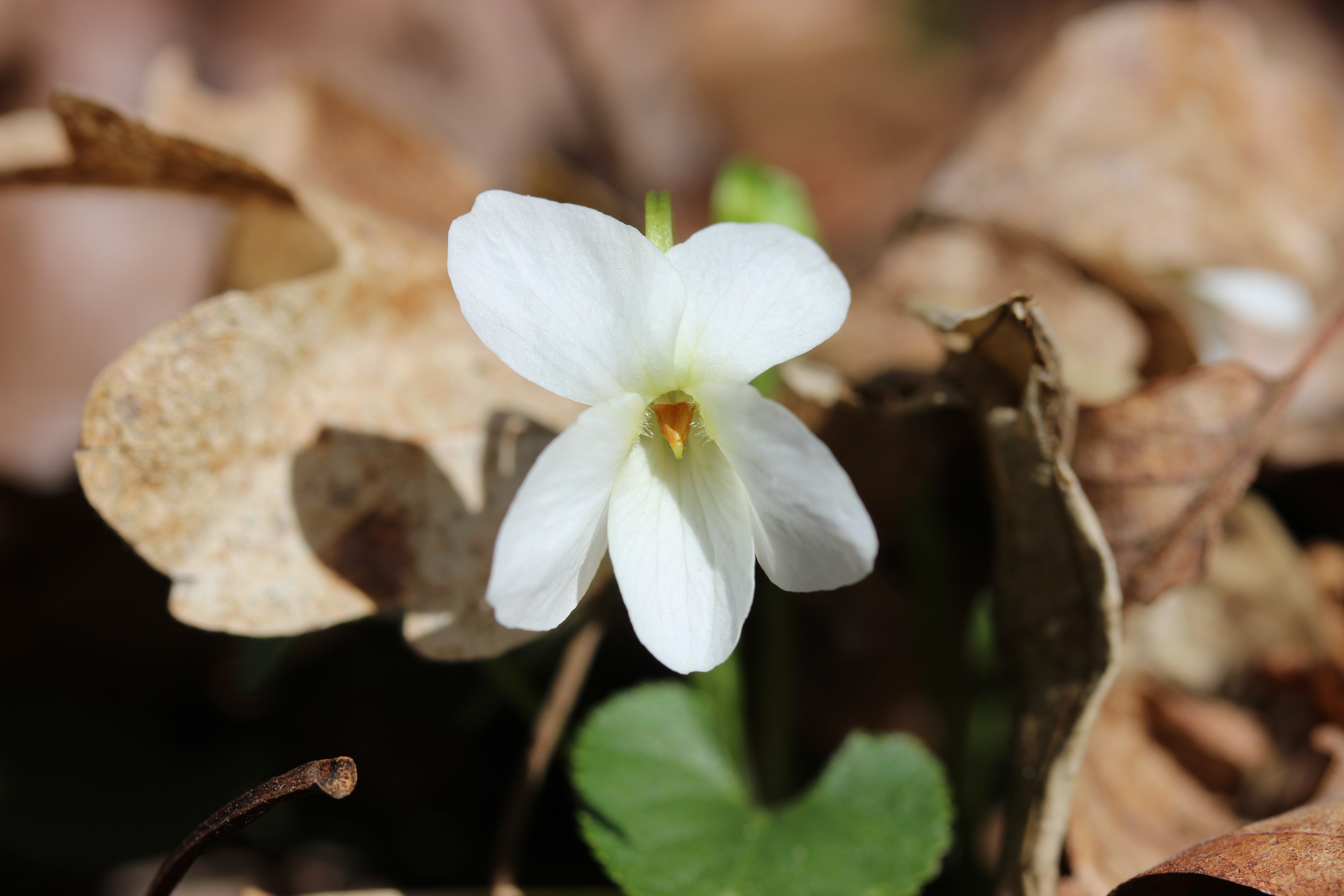
Viola alba

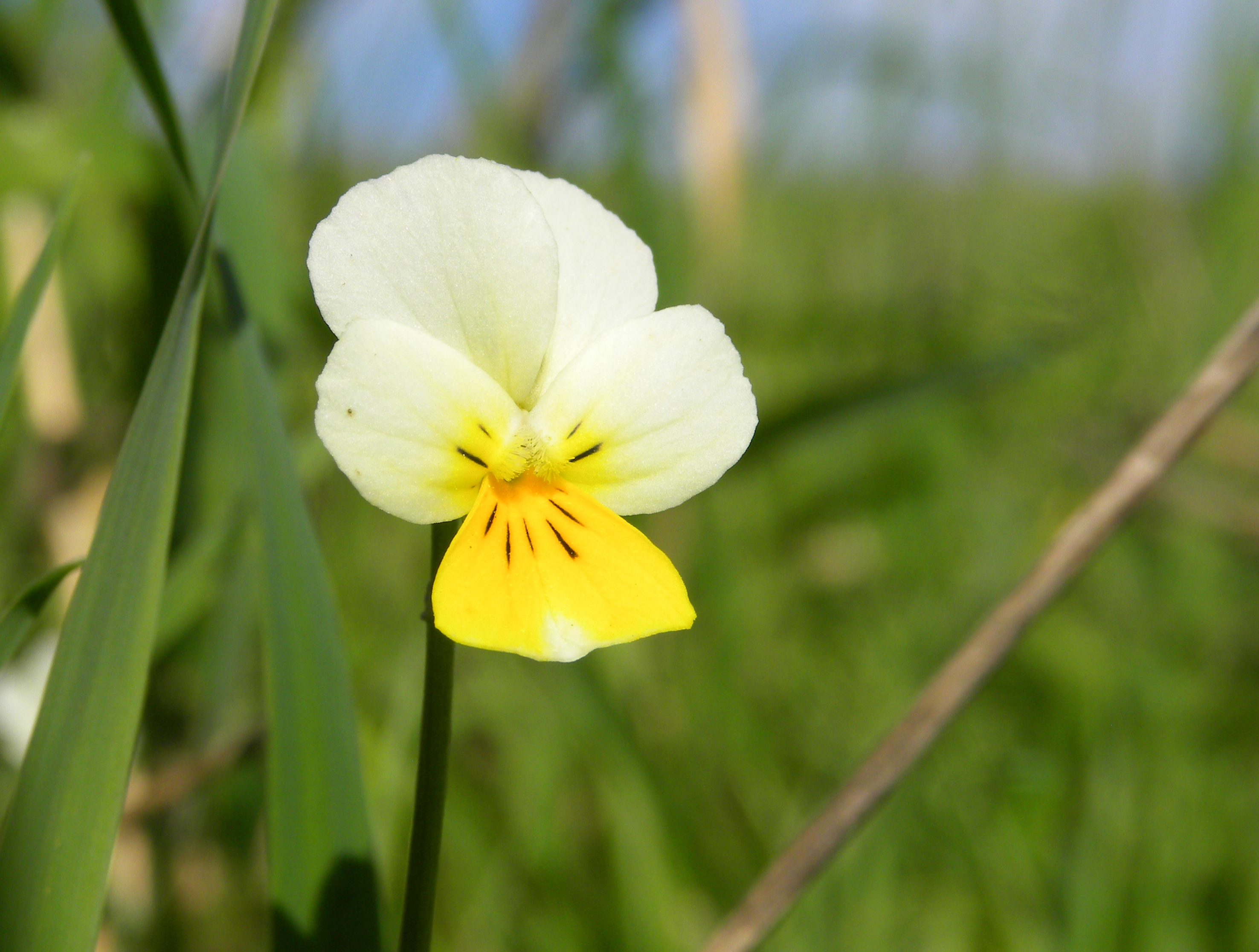
Viola arvensis

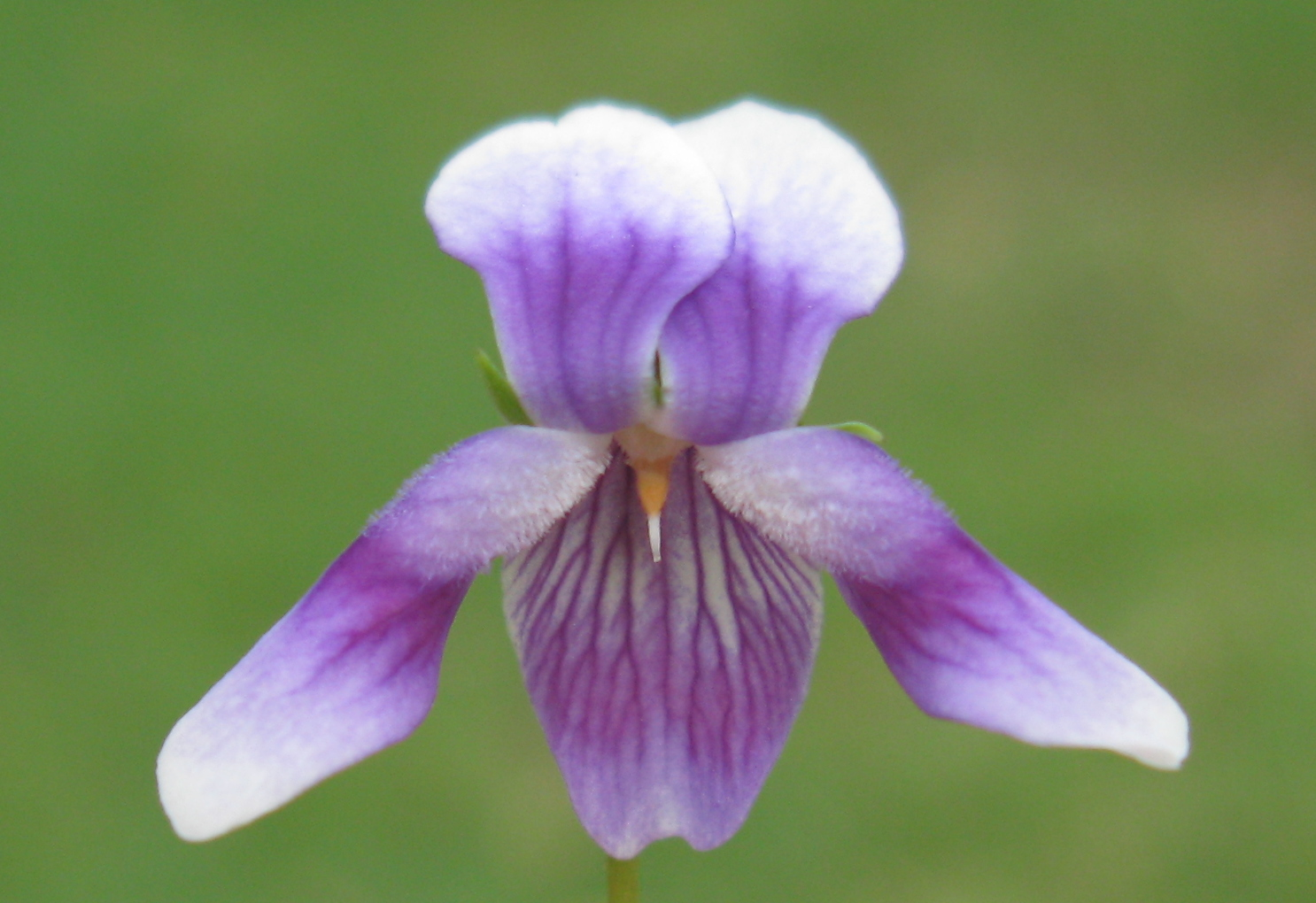
Viola banksii

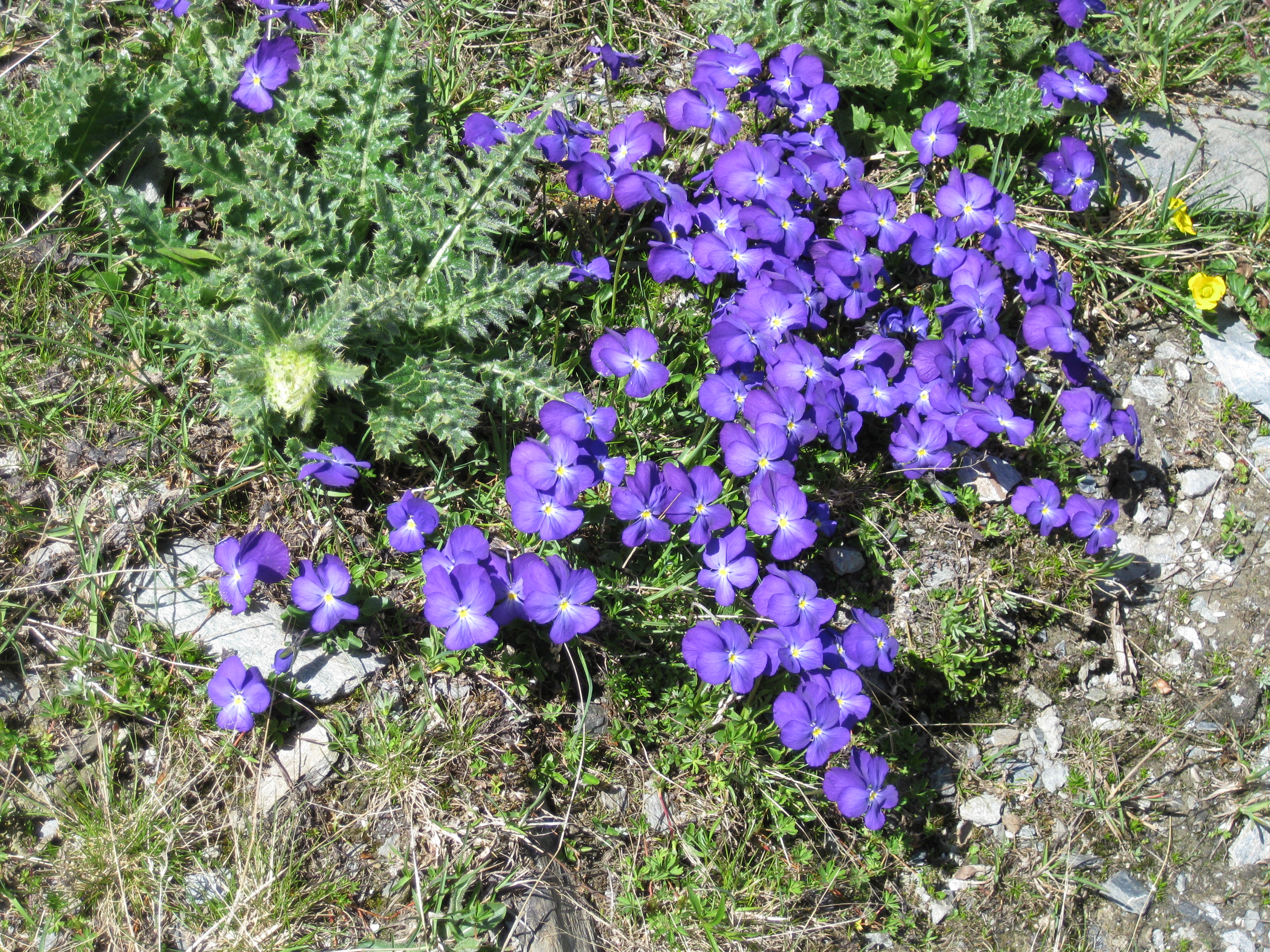
Viola calcarata

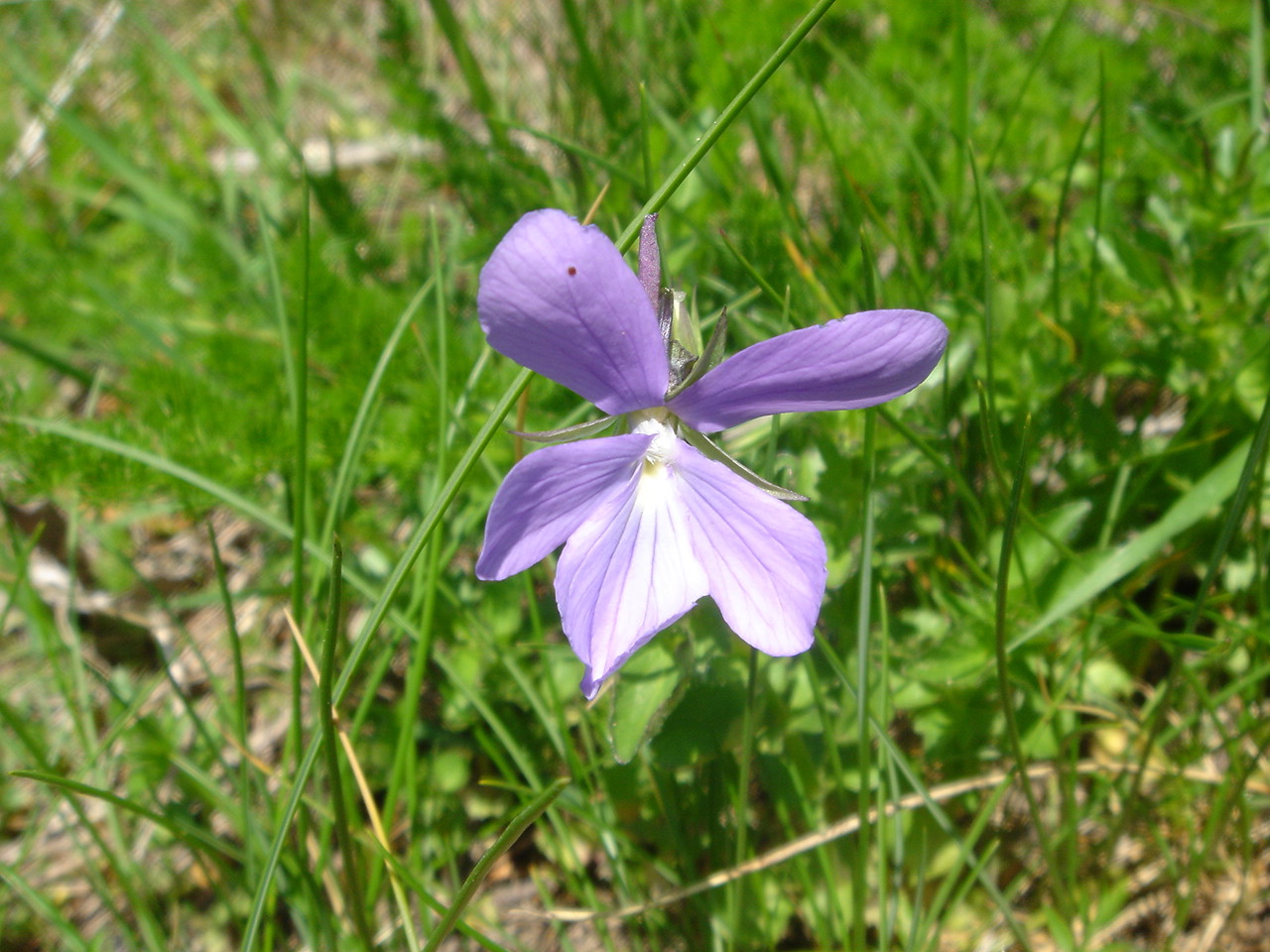
Viola cornuta

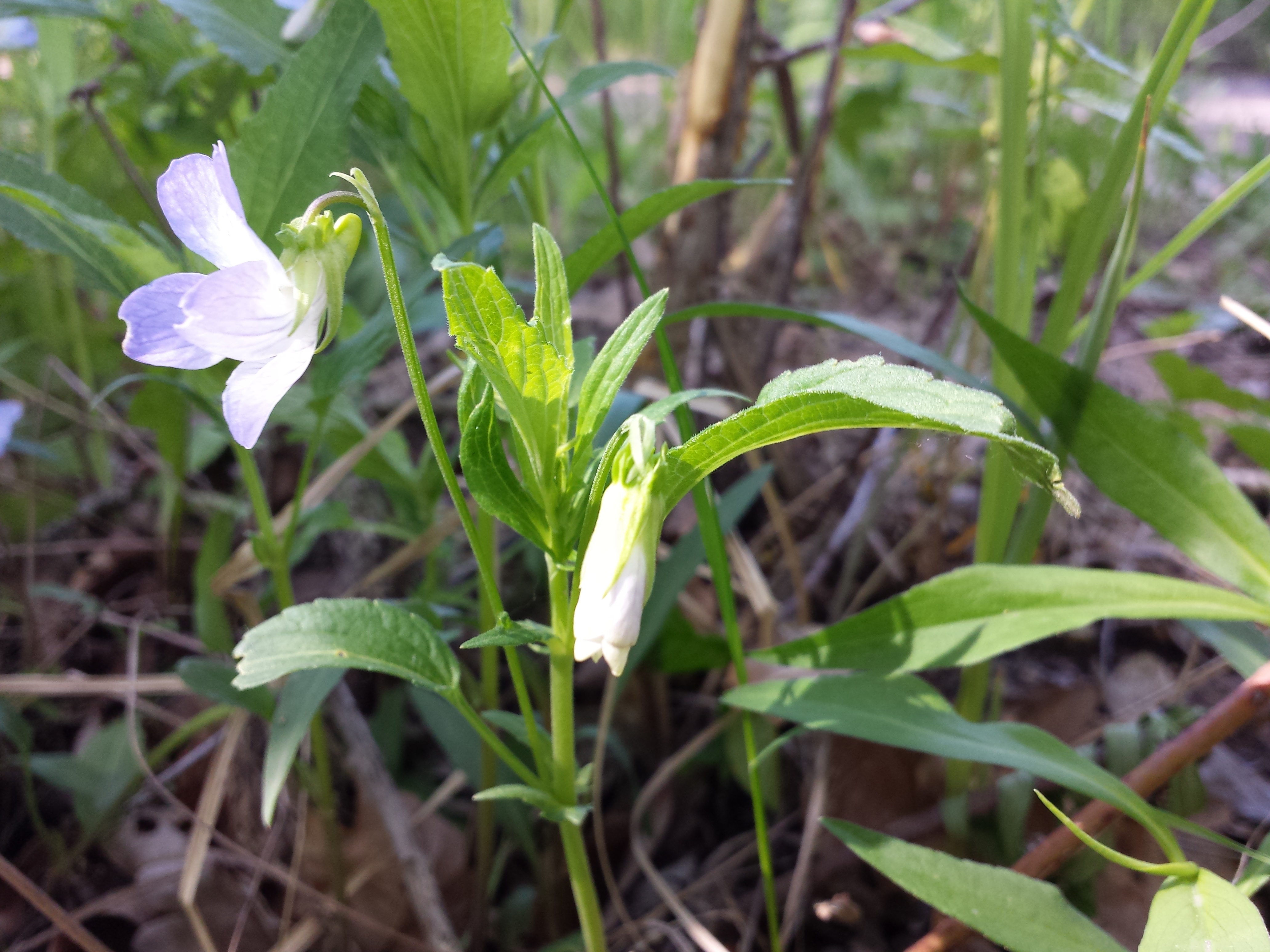
Viola elatior

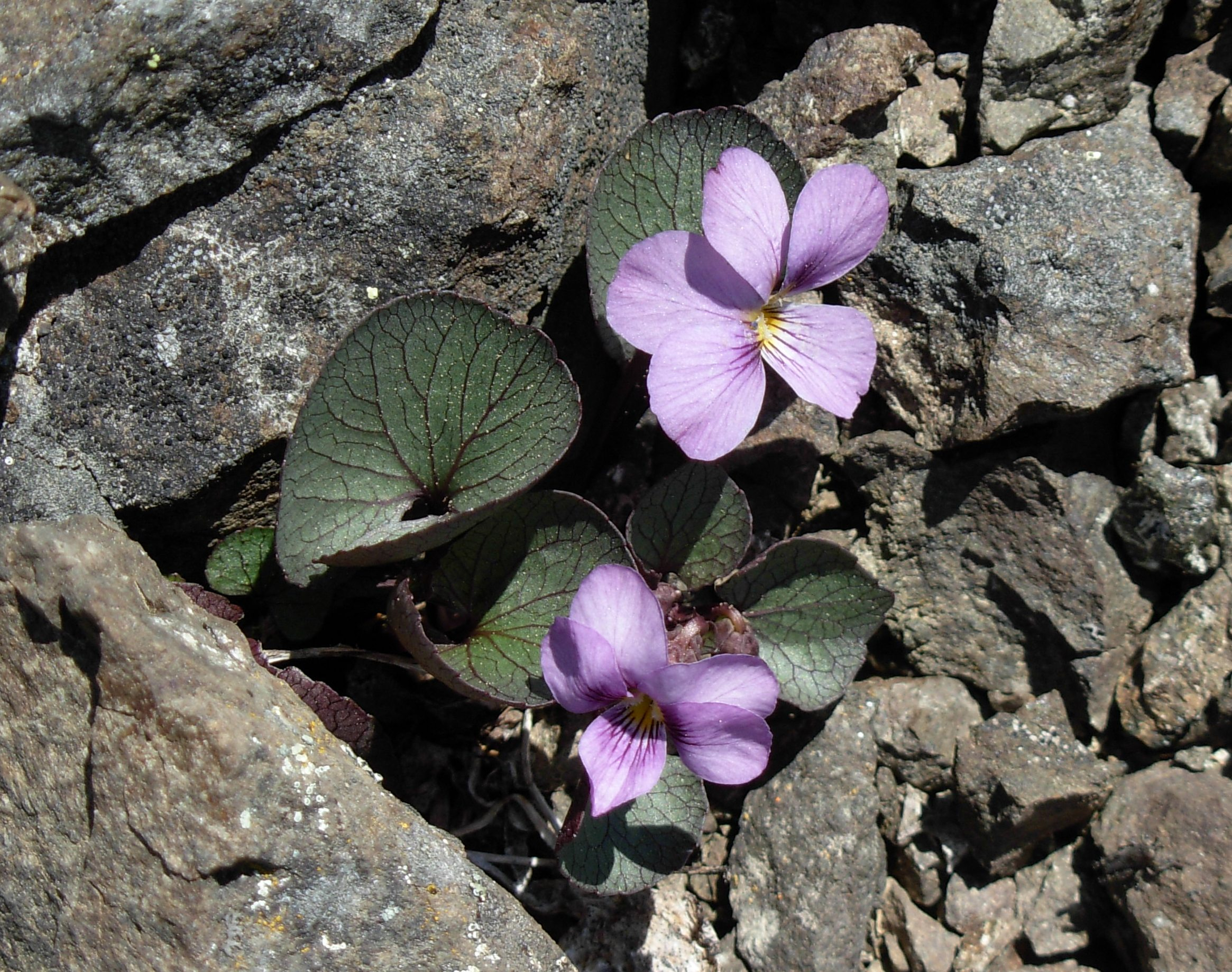
Viola flettii

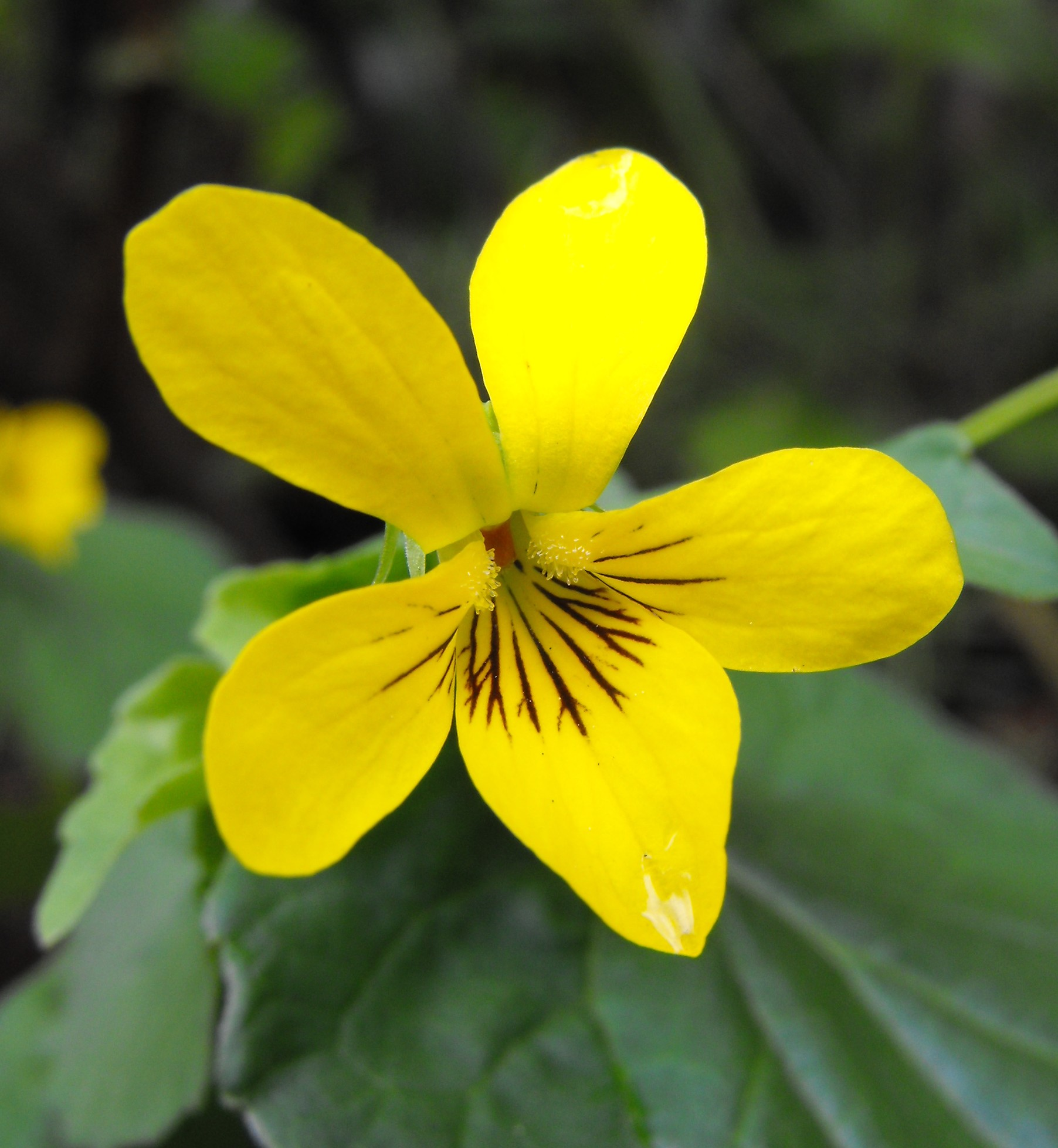
Viola glabella

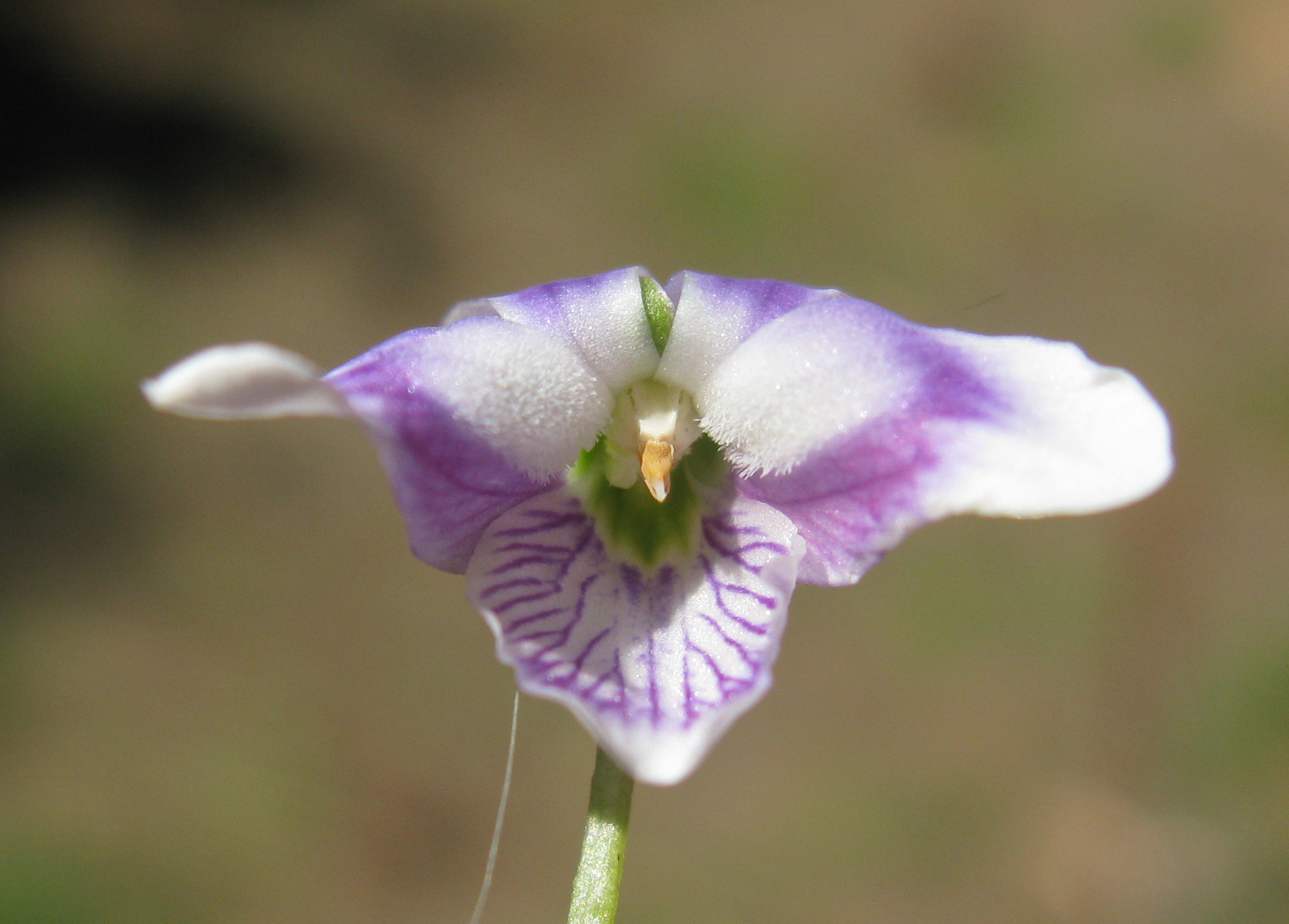
Viola hederacea

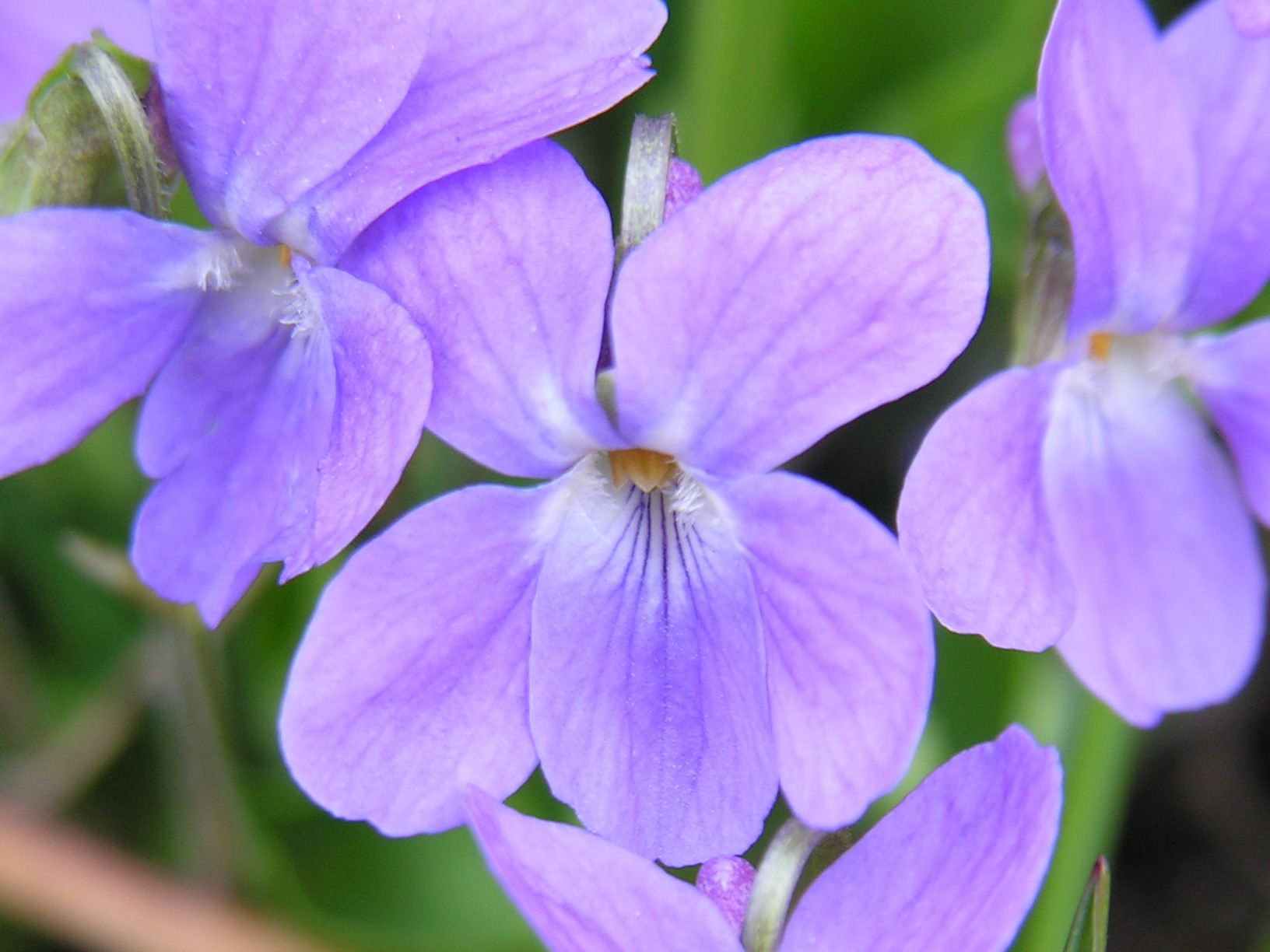
Viola hirta

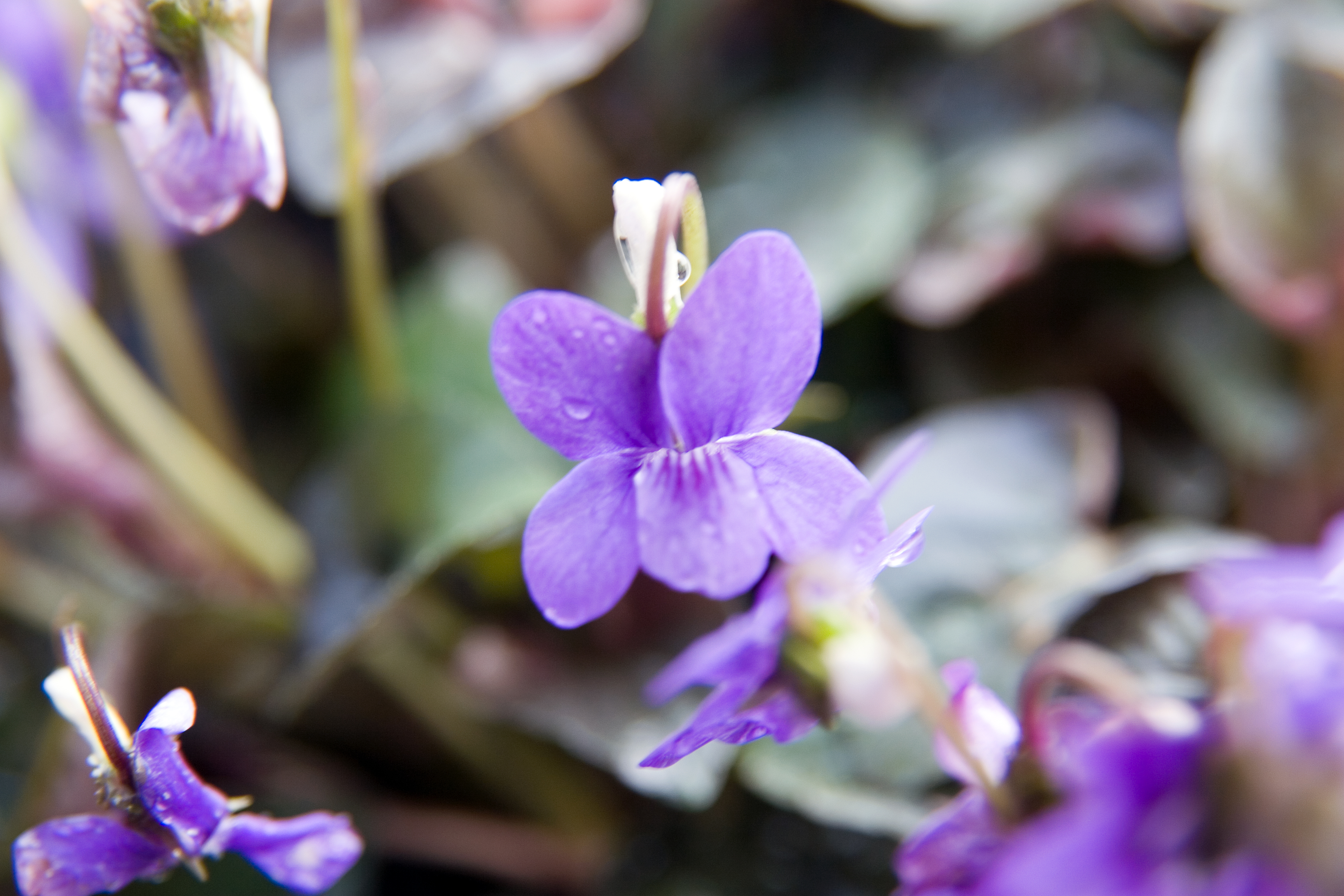
Viola labradorica

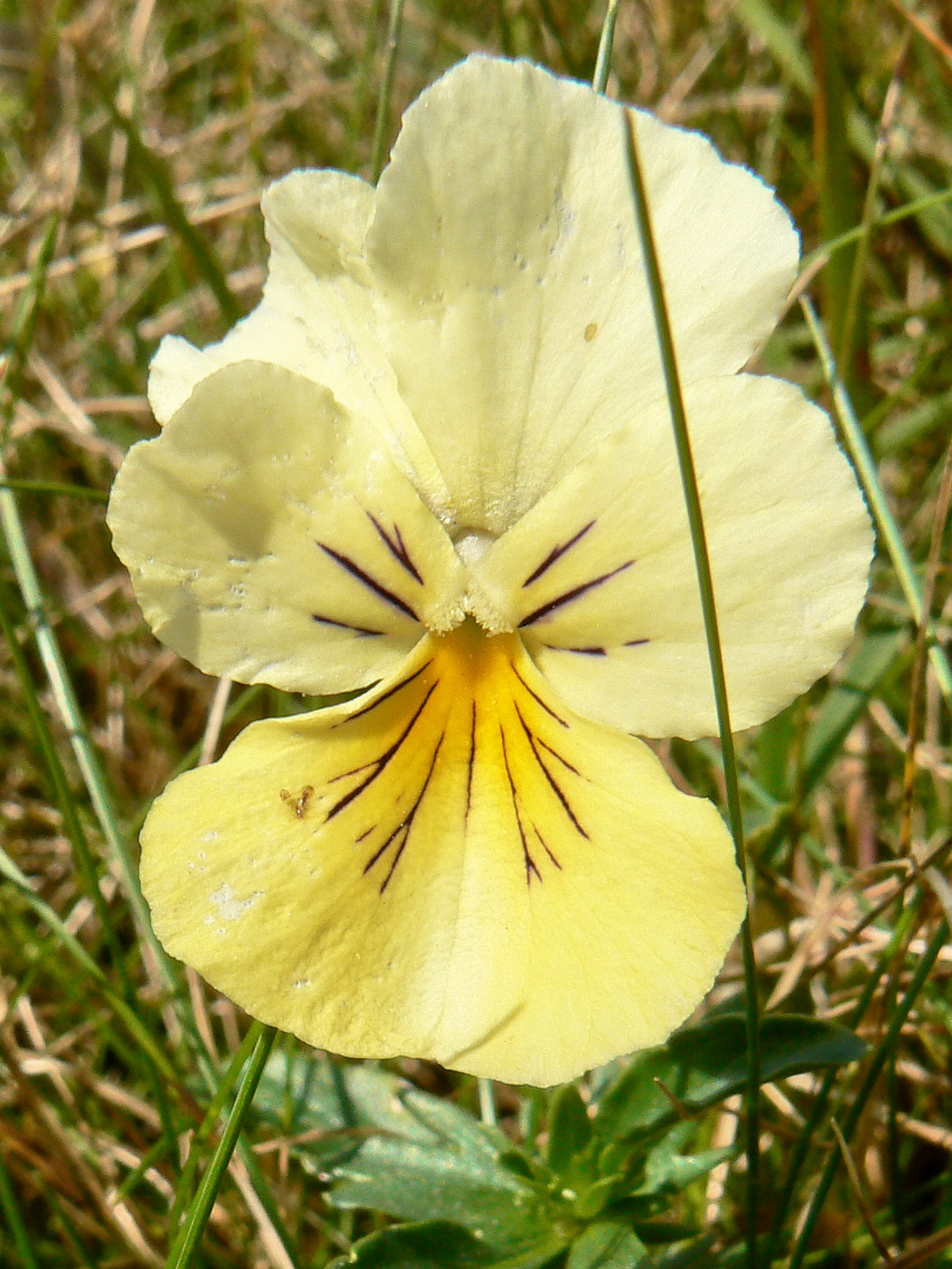
Viola lutea

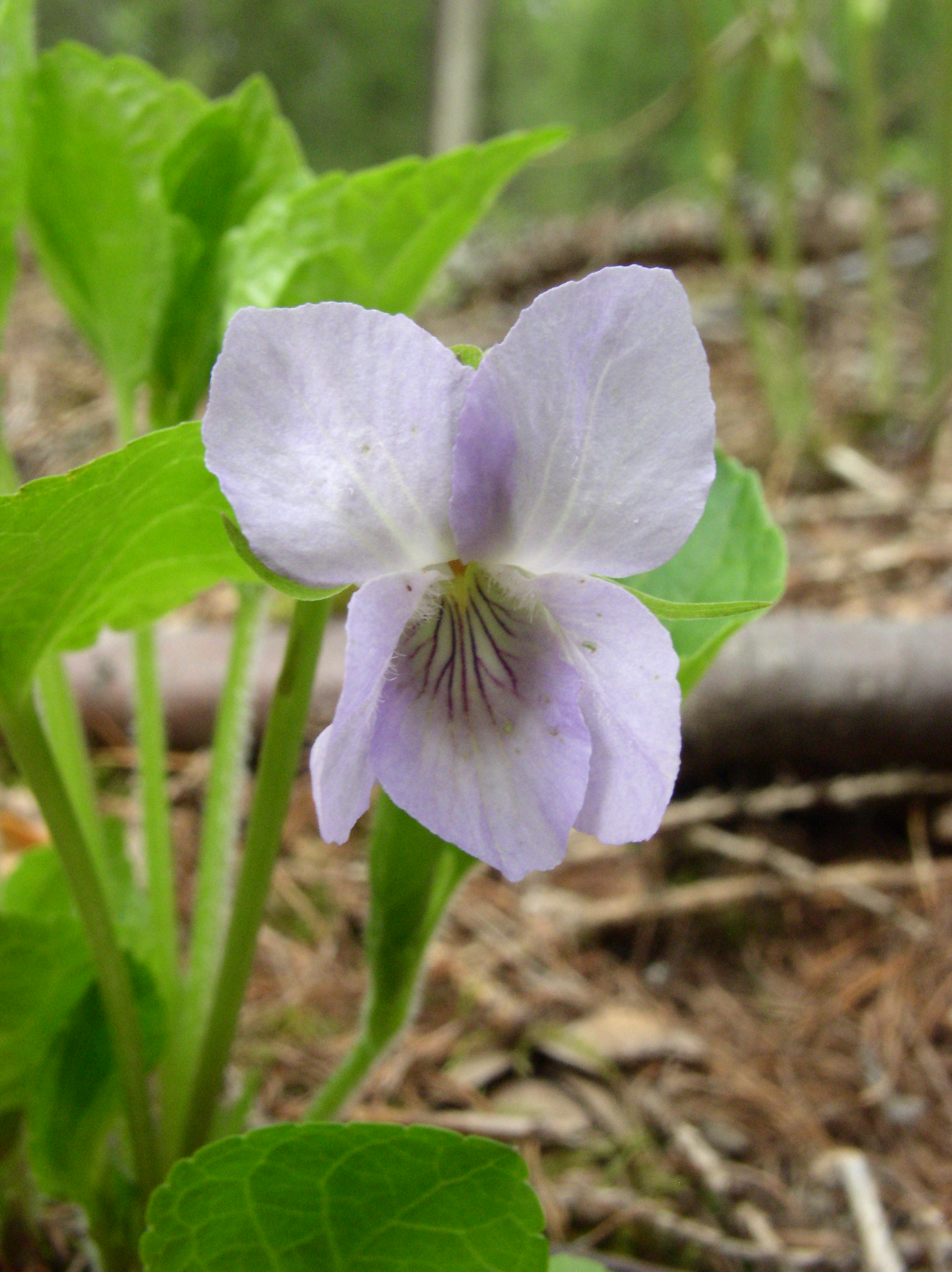
Viola mirabilis

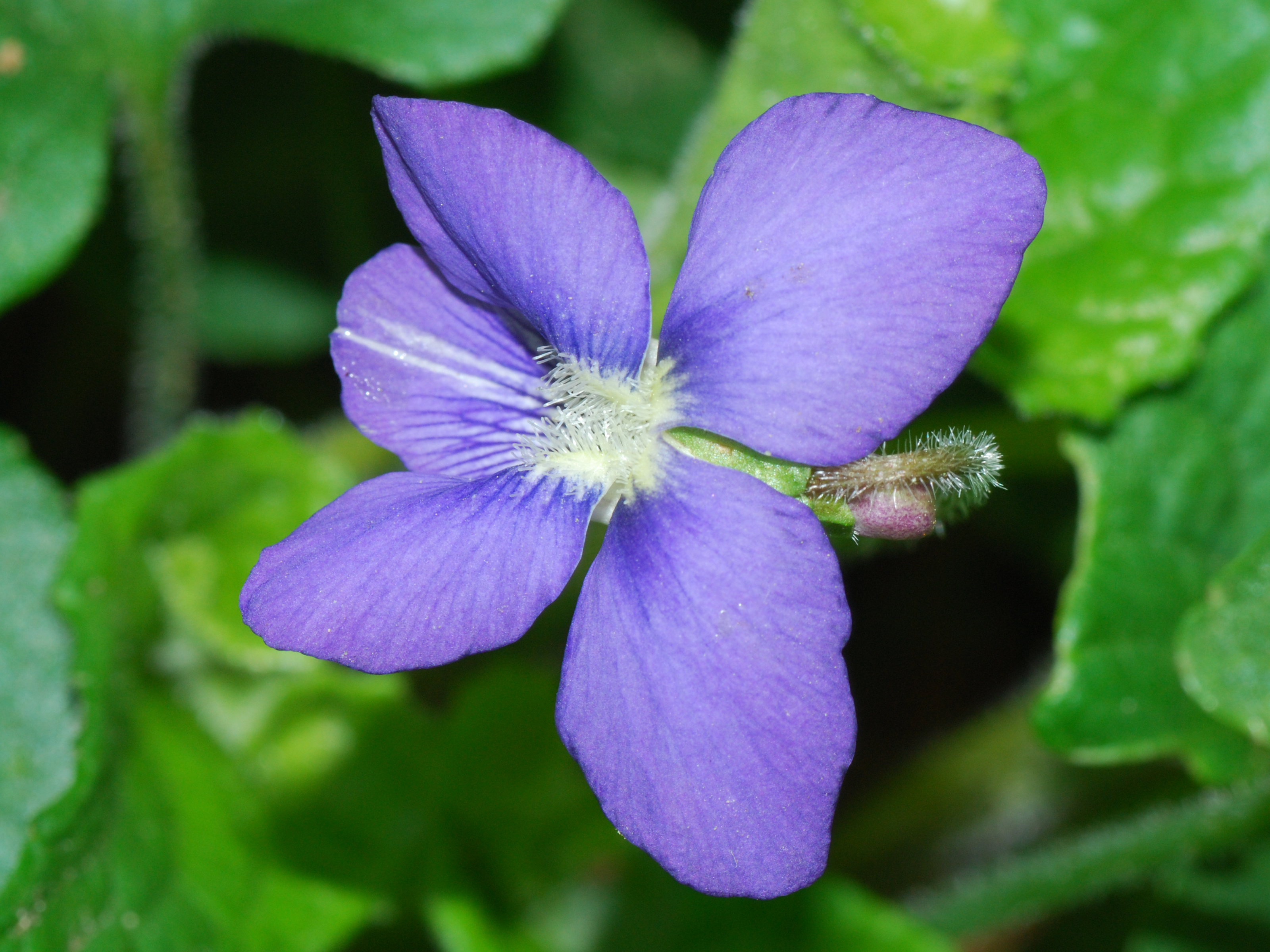
Viola nephrophylla

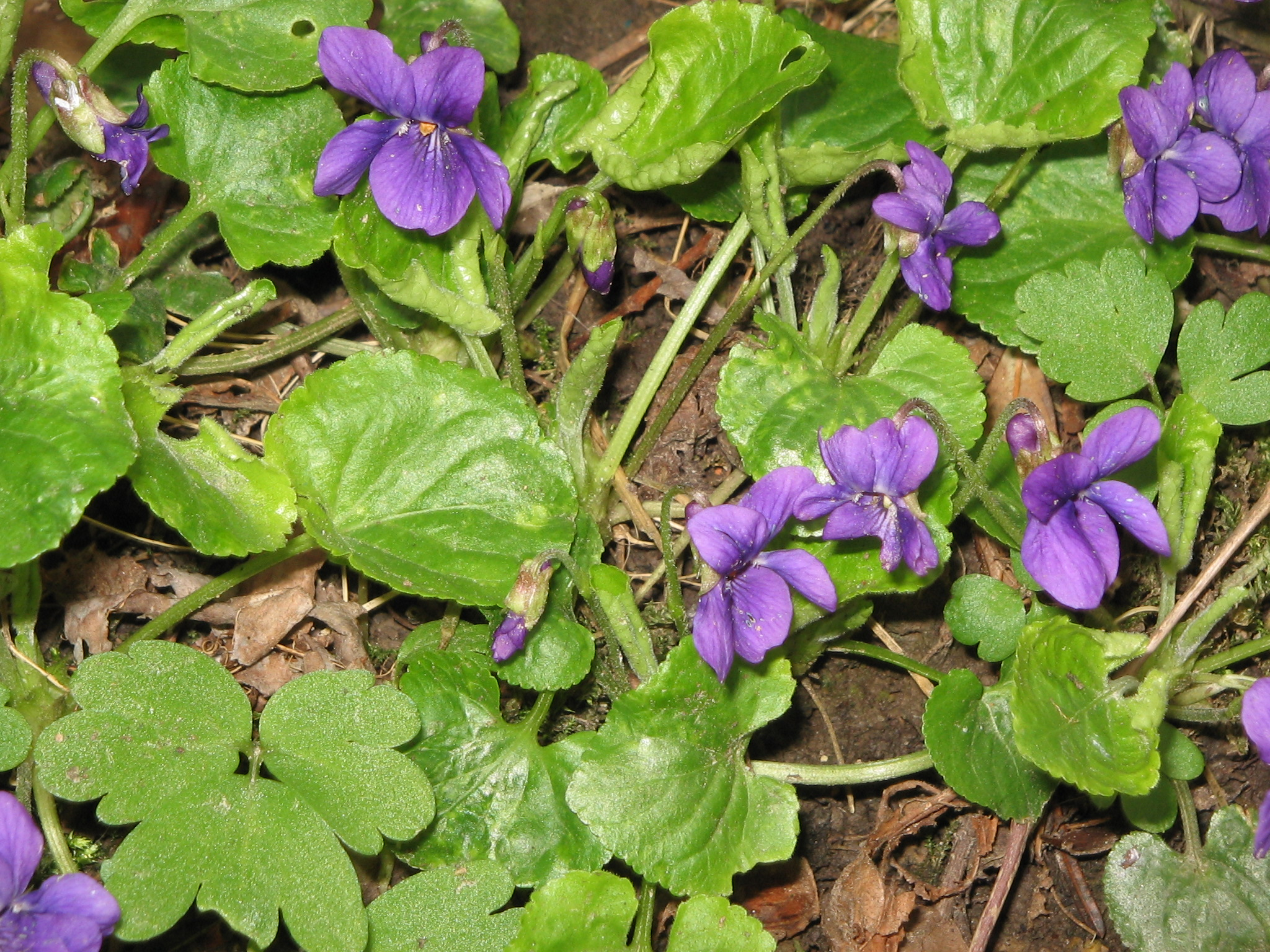
Viola odorata

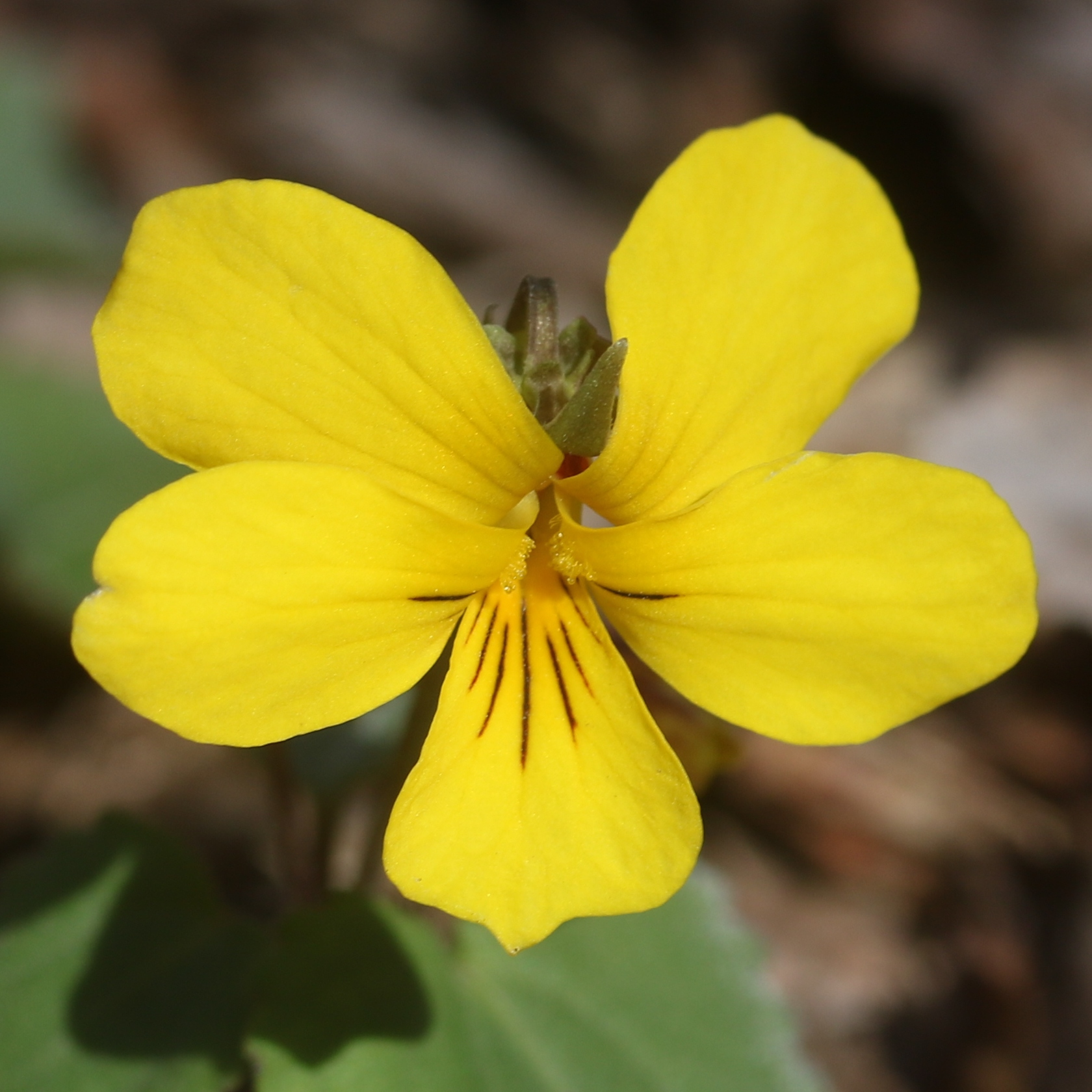
Viola orientalis

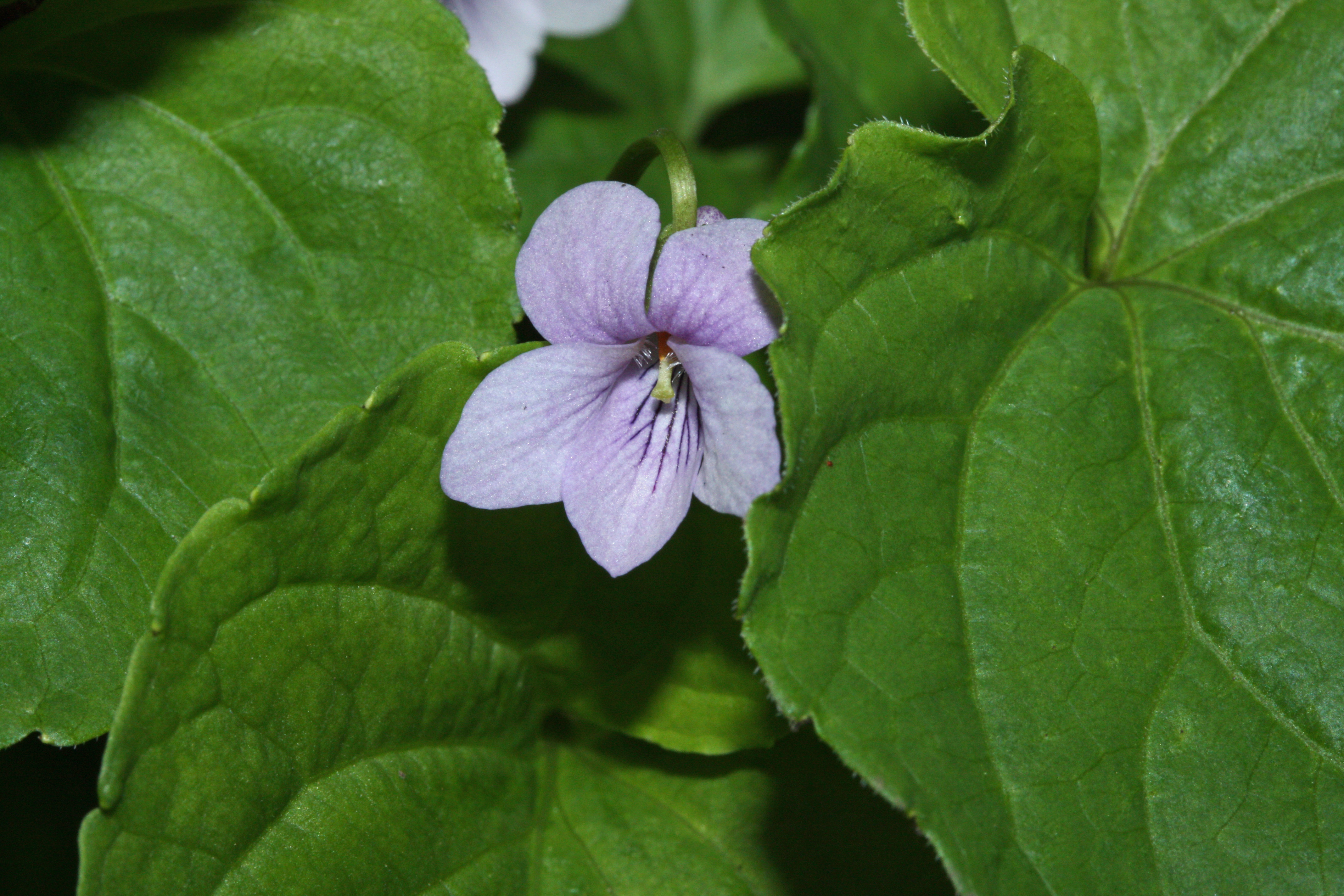
Viola palustris

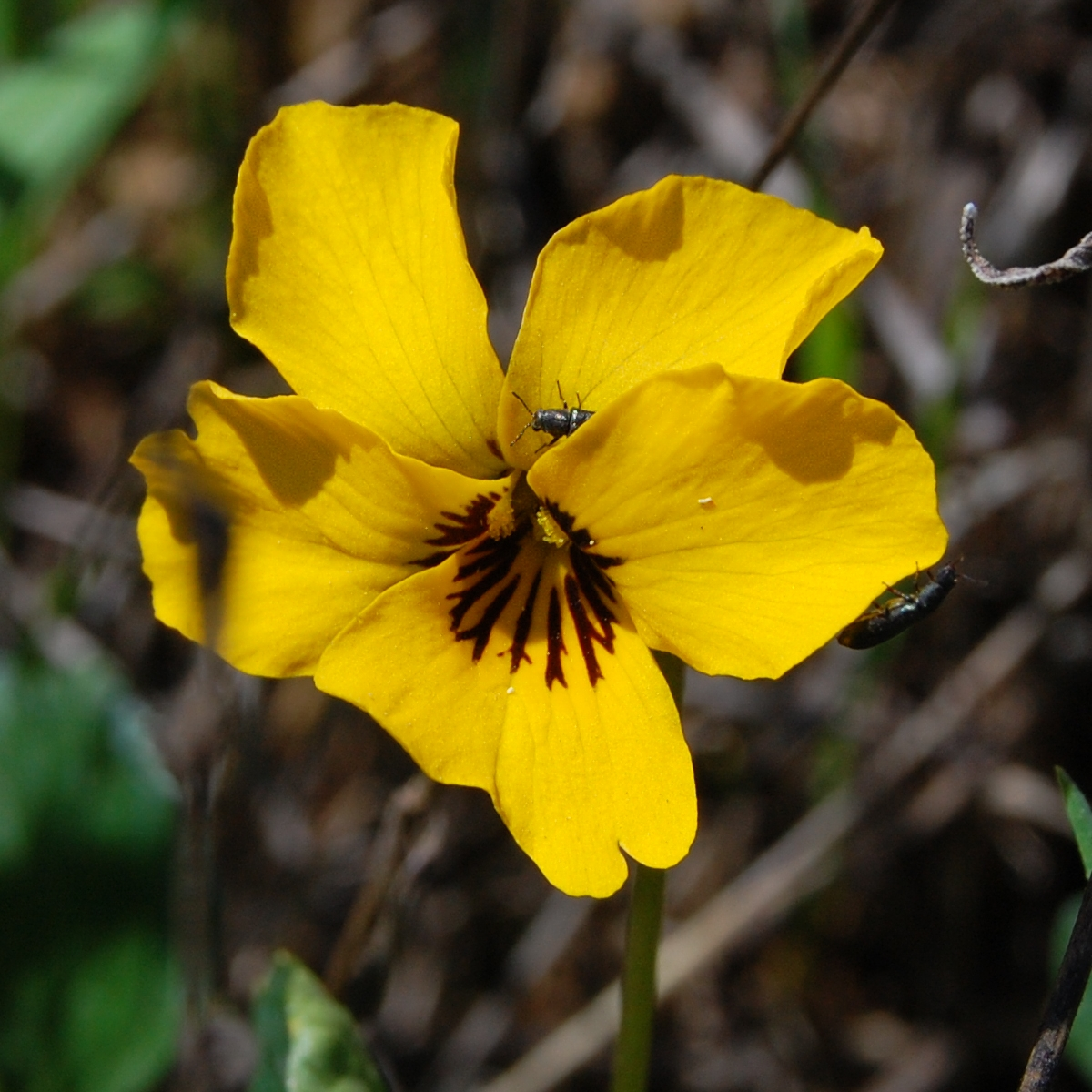
Viola pedunculata

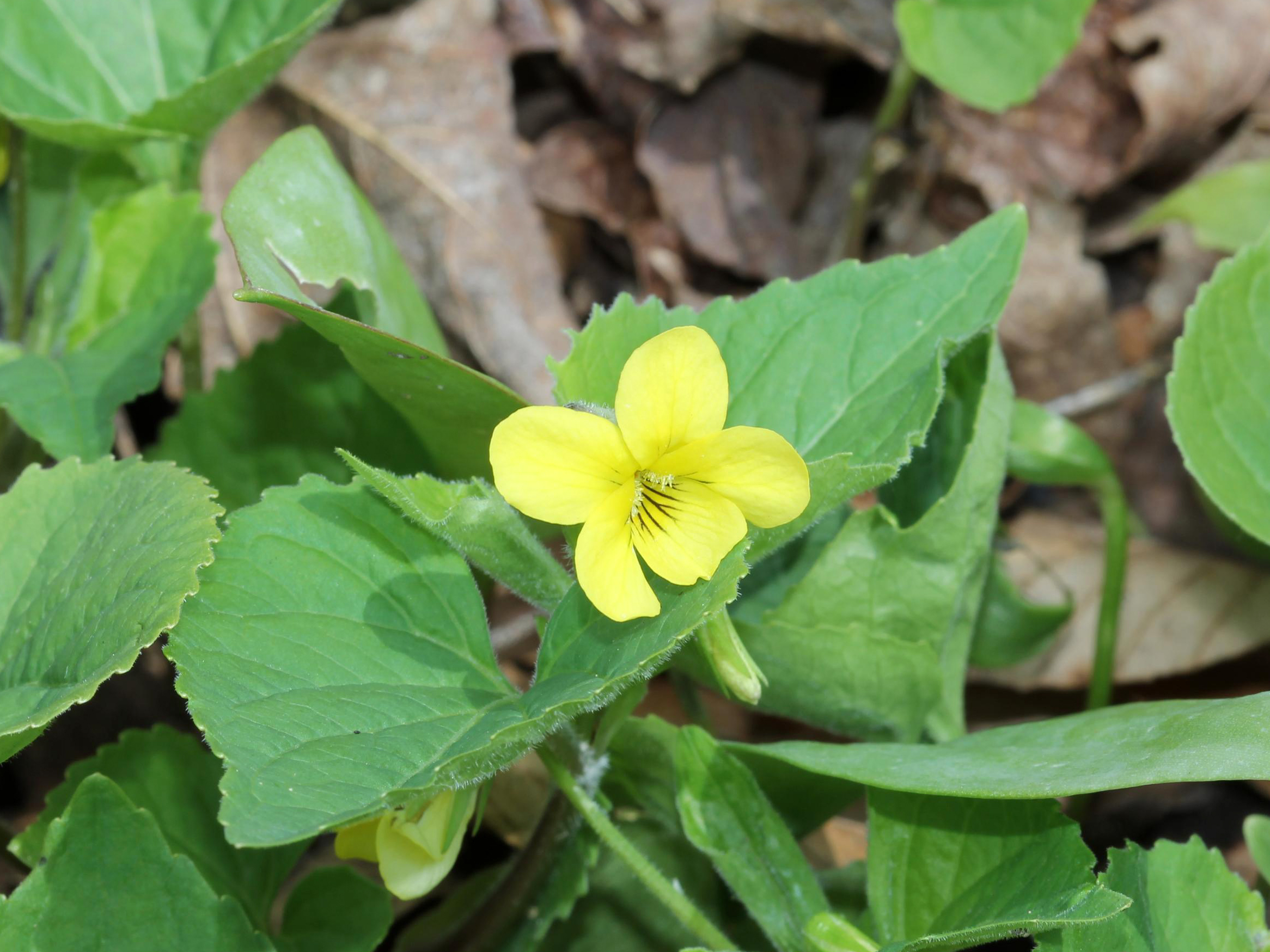
Viola pubescens

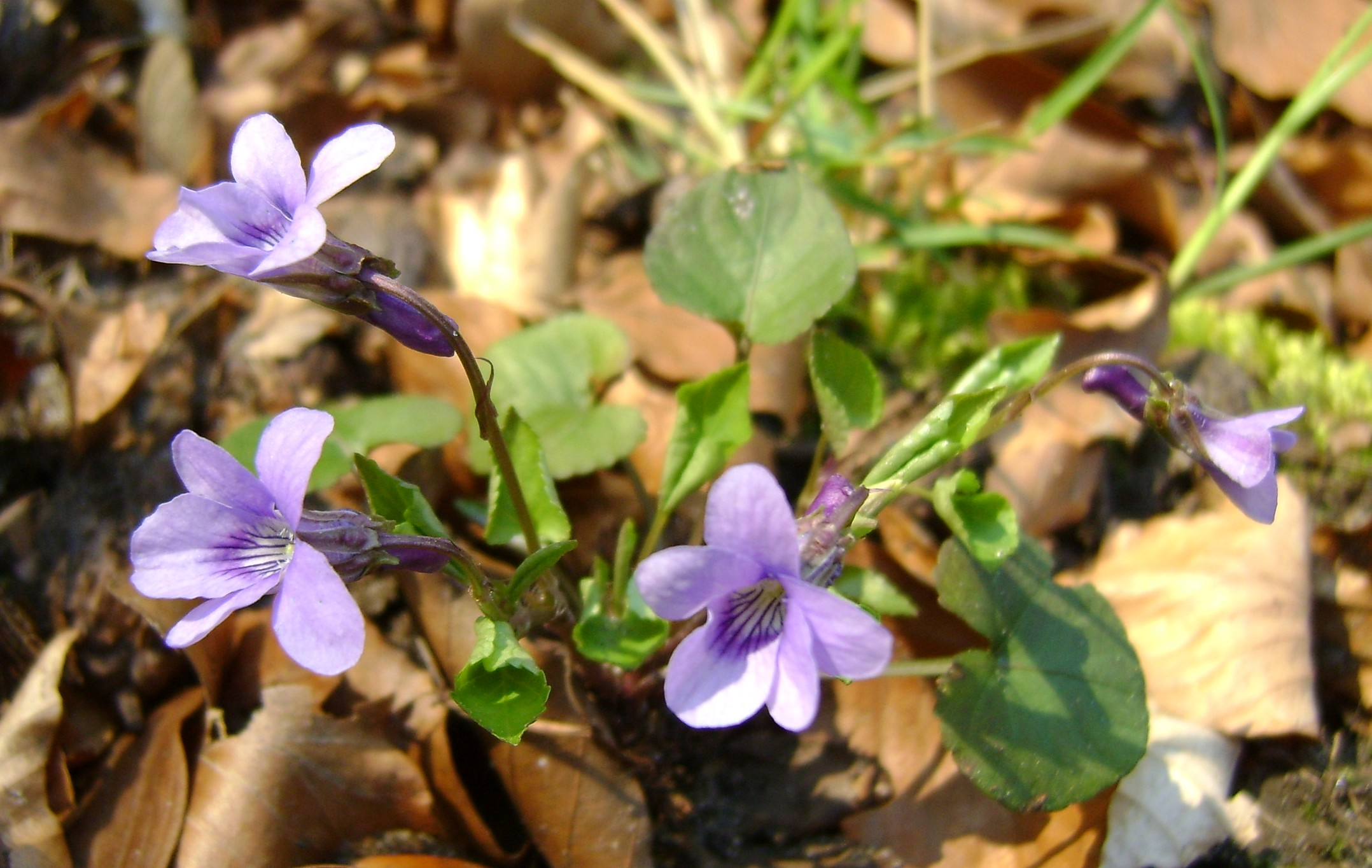
Viola reichenbachiana

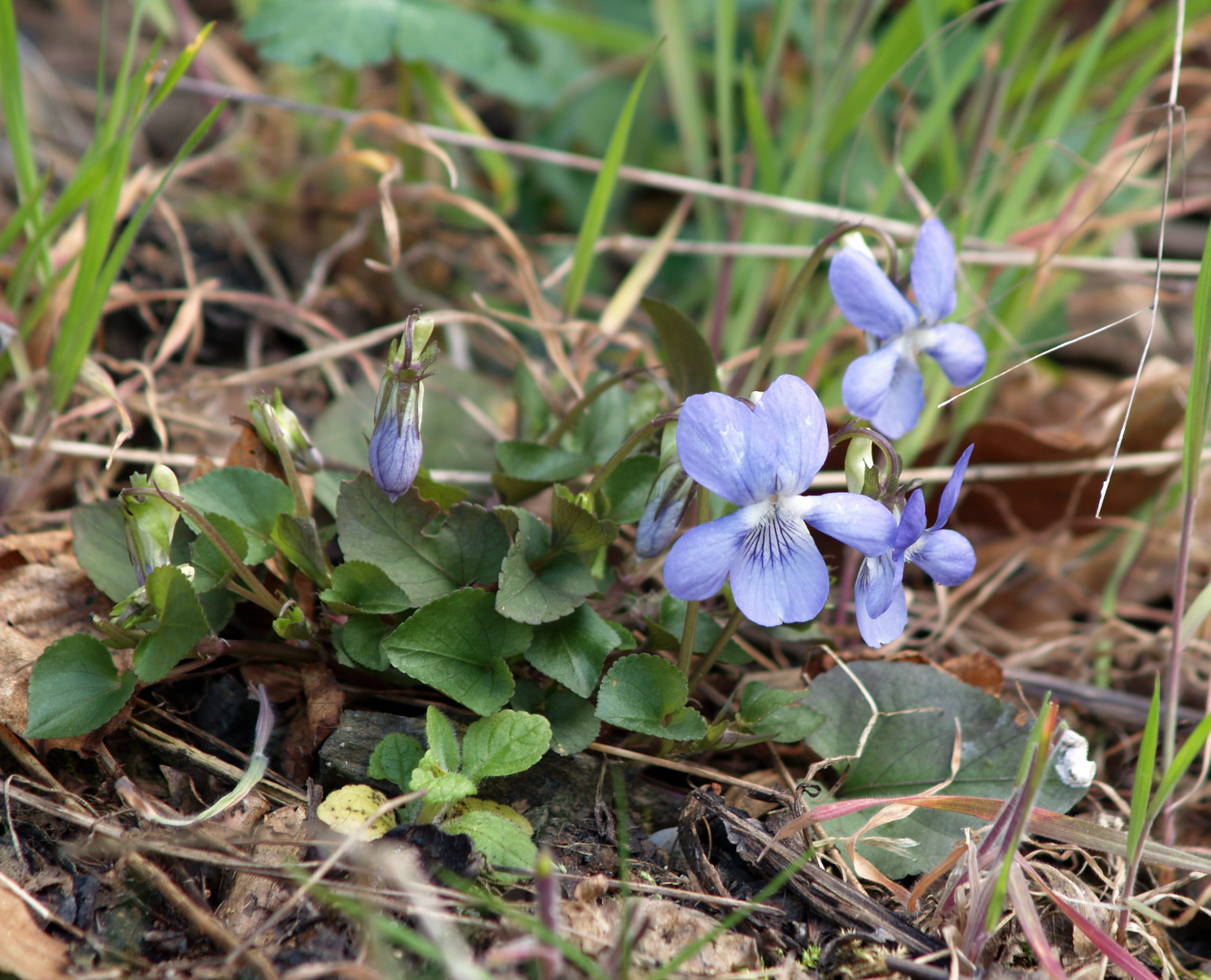
Viola riviniana

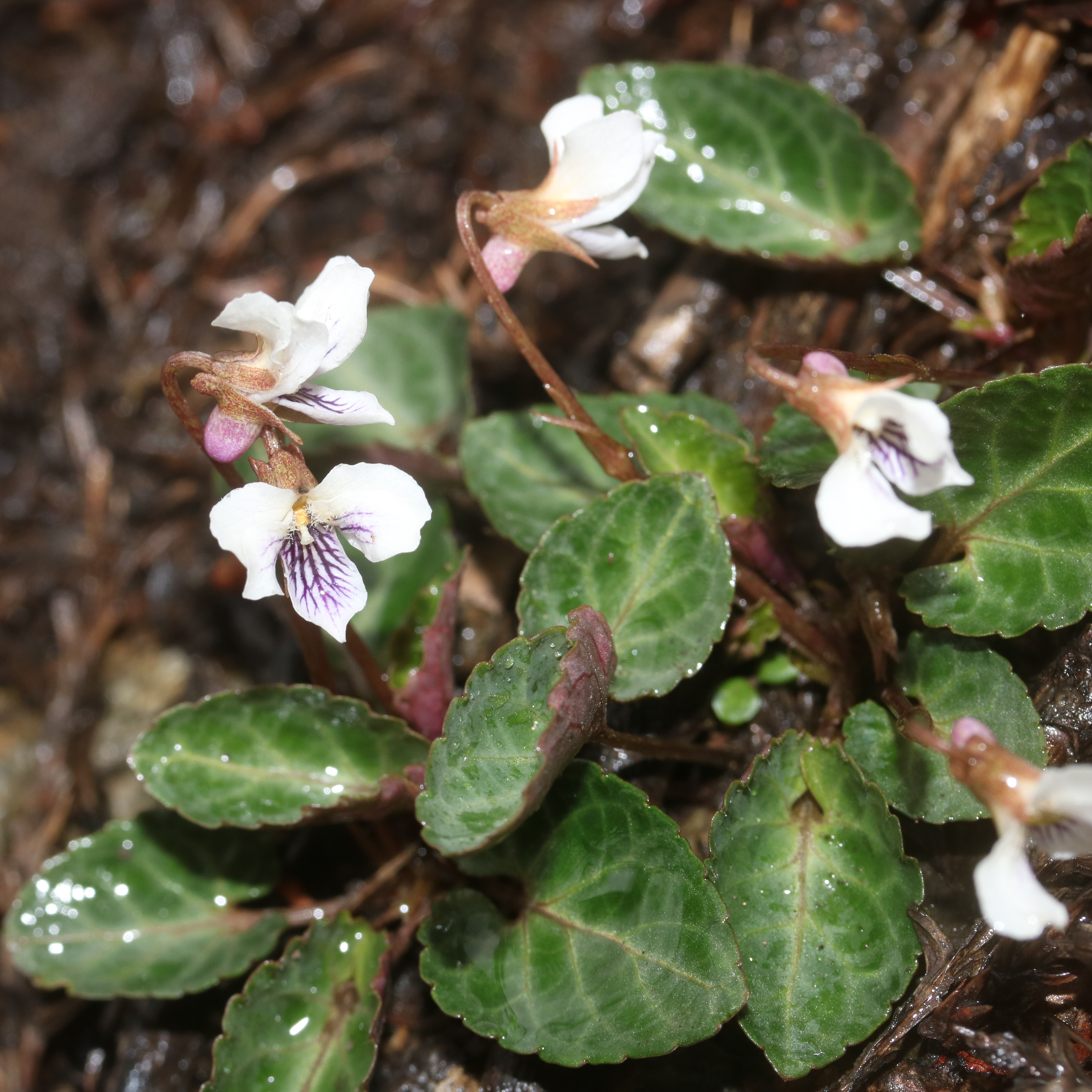
Viola sieboldii

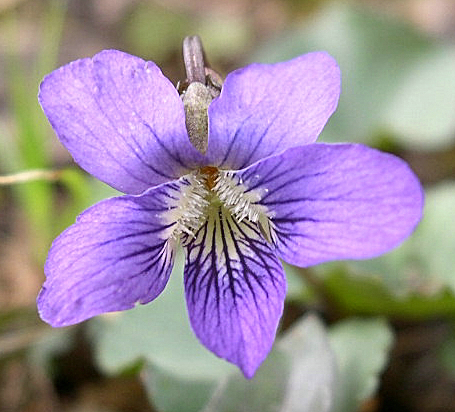
Viola sororia

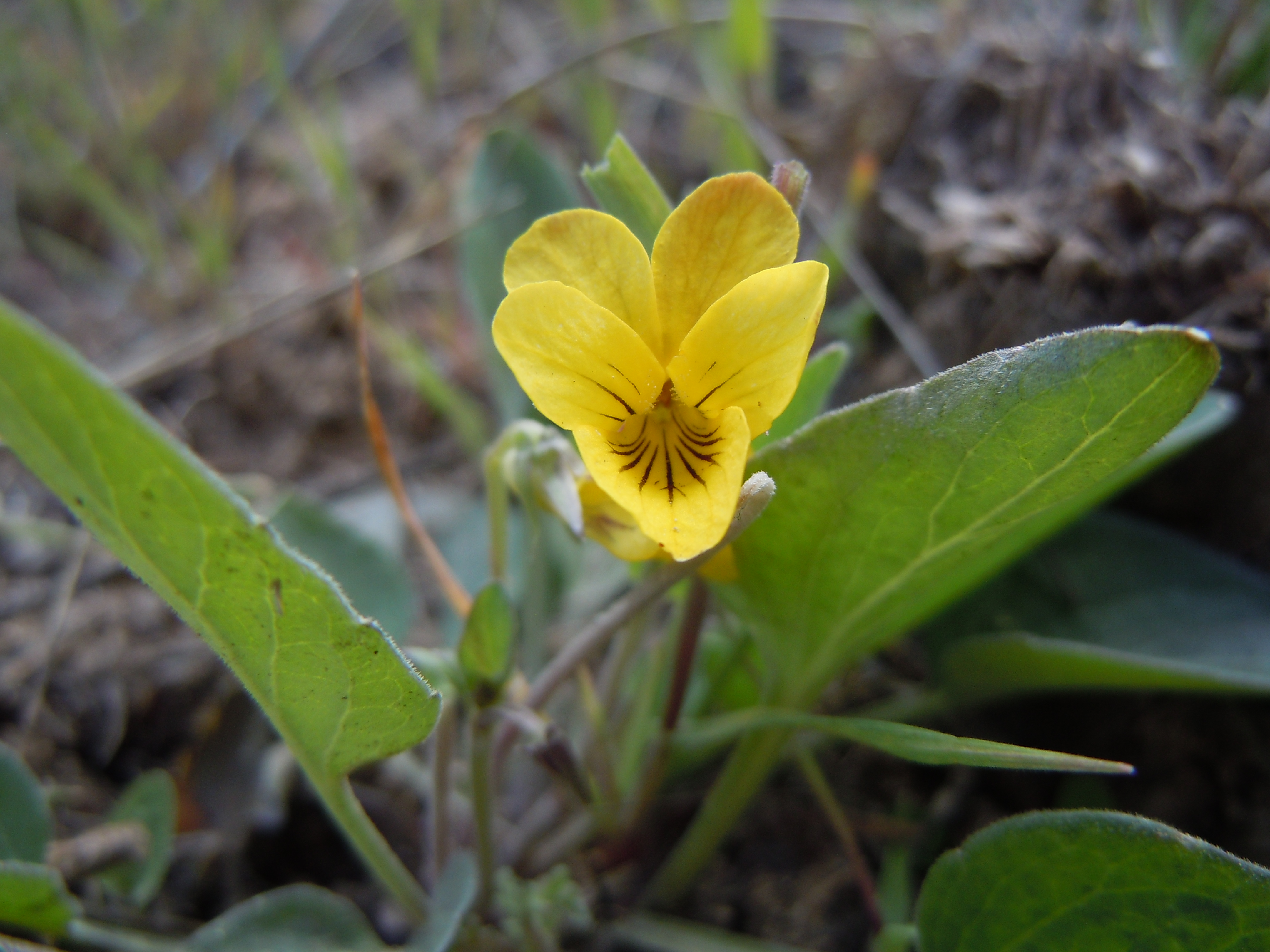
Viola vallicola

- Viola abbreviata J.M.Watson & A.R.Flores
- Viola abulensis Fern.Casado & Nava
- Viola abyssinica Steud. ex Oliv.
- Viola acanthophylla Leyb. ex Reiche
- Viola accrescens Klokov
- Viola acrocerauniensis Erben
- Viola acuminata Ledeb.
- Viola acutifolia (Kar. & Kir.) W.Becker
- Viola adenothrix Hayata
- Viola × adulterina Godr.
- Viola adunca Sm. – fiołek zgięty
- Viola aduncoides Á.Löve & D.Löve
- Viola aethnensis (DC.) Strobl
- Viola aetolica Boiss. & Heldr.
- Viola affinis Leconte
- Viola aizoon Reiche
- Viola alaica Vved.
- Viola alba Besser – fiołek biały
- Viola albanica Halácsy
- Viola albida Palib.
- Viola × albimaritima Vl.V.Nikitin
- Viola × albovii Vl.V.Nikitin
- Viola alburnica Ricceri & Moraldo
- Viola alexandrowiana (W.Becker) Juz.
- Viola alexejana Kamelin & Junussov
- Viola allchariensis Beck
- Viola alliariifolia Nakai
- Viola allochroa Botsch.
- Viola alpina Jacq. – fiołek alpejski
- Viola altaica Ker Gawl. – fiołek ałtajski
- Viola amamiana Hatus.
- Viola ambigua Waldst. & Kit.
- Viola amiatina Ricceri & Moraldo
- Viola amurica W.Becker
- Viola anagae Gilli
- Viola angkae Craib
- Viola angustifolia Phil.
- Viola anitae J.M.Watson
- Viola annamensis Baker f.
- Viola appalachiensis L.K.Henry
- Viola araucaniae W.Becker
- Viola arborescens L.
- Viola argentina W.Becker
- Viola arguta Humb. & Bonpl. ex Schult.
- Viola arsenica Beck
- Viola arvensis Murray – fiołek polny
- Viola athois W.Becker
- Viola atropurpurea Leyb.
- Viola aurantiaca Leyb.
- Viola aurata Phil.
- Viola auricolor Skottsb.
- Viola auricula Leyb.
- Viola austrosinensis Y.S.Chen & Q.E.Yang
- Viola × awagatakensis T.Yamaz., I.Ito & Ageishi
- Viola × bachtschisaraensis Vl.V.Nikitin
- Viola bakeri Greene
- Viola balansae Gagnep.
- Viola balcanica Delip.
- Viola bangii Rusby
- Viola banksii K.R.Thiele & Prober
- Viola baoshanensis W.S.Shu, W.Liu & C.Y.Lan
- Viola barhalensis G.Knoche & Marcussen
- Viola barkalovii Bezd.
- Viola barroetana W.Schaffn. ex Hemsl.
- Viola × bavarica Schrank
- Viola baxteri House
- Viola beamanii Calderón
- Viola beati J.M.Watson & A.R.Flores
- Viola beckeriana J.M.Watson & A.R.Flores
- Viola beckiana Fiala ex Beck
- Viola beckwithii Torr. & A.Gray
- Viola belophylla Boissieu
- Viola bertolonii Pio
- Viola betonicifolia Sm.
- Viola bezdelevae Vorosch.
- Viola bhutanica H.Hara
- Viola biflora L. – fiołek dwukwiatowy
- Viola binayensis Okamoto & K.Ueda
- Viola × bissellii House
- Viola bissetii Maxim.
- Viola blanda Willd.
- Viola blandiformis Nakai
- Viola × blaxlandiae J.M.Watson & A.R.Flores
- Viola bocquetiana Yıld.
- Viola boissieuana Makino
- Viola boliviana Britton
- Viola brachyceras Turcz.
- Viola brachypetala Gay
- Viola brachyphylla W.Becker
- Viola × braunii Borbás
- Viola breviflora Jungsim Lee & M.Kim
- Viola brevistipulata (Franch. & Sav.) W.Becker
- Viola bridgesii Britton
- Viola brittoniana Pollard
- Viola bubanii Timb.-Lagr.
- Viola bulbosa Maxim.
- Viola × burnatii Gremli
- Viola bustillosia Gay
- Viola calabra (A.Terracc.) Ricceri & Moraldo
- Viola calcarata L. – fiołek wapieniolubny
- Viola calchaquiensis W.Becker
- Viola calcicola R.A.McCauley & H.E.Ballard
- Viola caleyana G.Don
- Viola cameleo H.Boissieu
- Viola canadensis L. – fiołek kanadyjski
- Viola canescens Wall.
- Viola canina L. – fiołek psi
- Viola capillaris Pers.
- Viola caspia (Rupr.) Freyn
- Viola cassinensis Strobl
- Viola caucasica Kolen. ex Rupr.
- Viola cavillieri W.Becker
- Viola cazorlensis Gand.
- Viola cenisia L. – fiołek senizyjski
- Viola cephalonica Bornm.
- Viola cerasifolia A.St.-Hil.
- Viola cervatiana Ricceri & Moraldo
- Viola chaerophylloides (Regel) W.Becker
- Viola chalcosperma Brainerd
- Viola chamaedrys Leyb.
- Viola chamissoniana Ging.
- Viola changii J.S.Zhou & F.W.Xing
- Viola charlestonensis M.S.Baker & J.C.Clausen
- Viola chassanica Kork.
- Viola cheeseana J.M.Watson
- Viola cheiranthifolia Bonpl.
- Viola chejuensis Y.N.Lee & Y.C.Oh
- Viola chelmea Boiss.
- Viola chiapasiensis W.Becker
- Viola × chrysantha Schrad. ex Rchb.
- Viola cilentana Ricceri & Moraldo
- Viola cilicica Contandr. & Quézel
- Viola cinerea Boiss.
- Viola clauseniana M.S.Baker
- Viola cleistogamoides (L.G.Adams) Seppelt
- Viola cochranei H.E.Ballard
- Viola collina Besser – fiołek pagórkowy
- Viola columnaris Skottsb.
- Viola comberi W.Becker
- Viola commersonii DC. ex Ging.
- Viola communis Pollard
- Viola comollia Massara
- Viola concordifolia C.J.Wang
- Viola confertifolia C.C.Chang
- Viola congesta Gillies ex Hook. & Arn.
- Viola × conjugens Greene
- Viola × consobrina House
- Viola × consocia House
- Viola × contempta Jord.
- Viola × cooperrideri H.E.Ballard
- Viola × cordifolia (Nutt.) Schwein.
- Viola cornuta L. – fiołek rogaty
- Viola coronifera W.Becker
- Viola corralensis Phil.
- Viola corsica Nyman
- Viola cotyledon Ging.
- Viola crassa Makino
- Viola crassifolia Fenzl
- Viola crassiuscula Bory
- Viola cuatrecasasii L.B.Sm. & A.Fernández
- Viola cucullata Aiton – fiołek kapturkowaty
- Viola cuicochensis Hieron.
- Viola culminis F.Fen. & Moraldo
- Viola cuneata S.Watson
- Viola cunninghamii Hook.f.
- Viola curtisiae (L.G.Adams) K.R.Thiele
- Viola cuspidifolia W.Becker
- Viola czemalensis Zuev
- Viola dacica Borbás – fiołek dacki
- Viola dactyloides Schult. – fiołek palczasty
- Viola dalatensis Gagnep.
- Viola dandoisiorum J.M.Watson & A.R.Flores
- Viola danielae Pînzaru
- Viola dasyphylla W.Becker
- Viola davidii Franch.
- Viola × davisii House
- Viola decipiens Reiche
- Viola declinata Waldst. & Kit. – fiołek wschodniokarpacki
- Viola decumbens L.f.
- Viola dehnhardtii Ten.
- Viola delavayi Franch.
- Viola delphinantha Boiss.
- Viola demetria Prolongo ex Boiss.
- Viola denizliensis O.D.Düșen, Göktürk, U.Sarpkaya & B.Gürcan
- Viola diamantiaca Nakai
- Viola dichroa Boiss.
- Viola diffusa Ging.
- Viola dimorphophylla Y.S.Chen & Q.E.Yang
- Viola dirimliensis Blaxland
- Viola dirphya Tiniakou
- Viola disjuncta W.Becker
- Viola dissecta Ledeb.
- Viola diversifolia (DC.) W.Becker
- Viola doerfleri Degen
- Viola × doii Taken.
- Viola dombeyana DC. ex Ging.
- Viola domeikoana Gay
- Viola domestica E.P.Bicknell
- Viola douglasii Steud.
- Viola dubyana Burnat ex Gremli
- Viola duclouxii W.Becker
- Viola dukadjinica W.Becker & Košanin
- Viola dyris Maire
- Viola × eclipes H.E.Ballard
- Viola ecuadorensis W.Becker
- Viola edulis Spach
- Viola egglestonii Brainerd
- Viola eizanensis (Makino) Makino – fiołek pocięty
- Viola × eizasieboldii Sugim. ex T.Shimizu
- Viola elatior Fr. – fiołek wyniosły
- Viola elegantula Schott
- Viola emarginata (Nutt.) Leconte
- Viola eminens K.R.Thiele & Prober
- Viola eminii (Engl.) R.E.Fr.
- Viola enmae P.Gonzáles
- Viola epipsila Ledeb. – fiołek torfowy
- Viola epipsiloides Á.Löve & D.Löve
- Viola epirota (Halácsy) Raus
- Viola eriocarpa Schwein.
- Viola ermenekensis Yıld. & Dinç
- Viola erythraea (Fiori) Chiov.
- Viola escarapela J.M.Watson & A.R.Flores
- Viola escondidaensis W.Becker
- Viola etrusca Erben
- Viola euboea (Halácsy) Halácsy
- Viola eugeniae Parl.
- Viola evae Hieron. ex W.Becker
- Viola eximia Formánek
- Viola exsul J.M.Watson & A.R.Flores
- Viola falconeri Hook.f. & Thomson
- Viola farkasiana J.M.Watson & A.R.Flores
- Viola faurieana W.Becker
- Viola × fennica F.Nyl.
- Viola ferdinandea Ricceri & Moraldo
- Viola ferrarinii Moraldo & Ricceri
- Viola ferreyrae P.Gonzáles
- Viola filicaulis Hook.f.
- Viola × filicetorum Greene
- Viola fimbriatula Sm.
- Viola fischeri W.Becker
- Viola flagelliformis Hemsl.
- Viola flavicans Wedd.
- Viola flettii Piper
- Viola floridana Brainerd
- Viola flos-idae Hieron.
- Viola fluehmannii Phil.
- Viola formosana Hayata
- Viola forrestiana W.Becker
- Viola fragrans Sieber
- Viola frank-smithii N.H.Holmgren
- Viola friderici W.Becker
- Viola frigida Phil.
- Viola frondosa (Velen.) Velen.
- Viola frusinatae Ricceri & Moraldo
- Viola fruticosa W.Becker
- Viola × fujisanensis S.Watan.
- Viola fuscifolia W.Becker
- Viola fuscoviolacea (L.G.Adams) T.A.James
- Viola galeanaensis M.S.Baker
- Viola × ganeschinii Vl.V.Nikitin
- Viola ganiatsasii Erben
- Viola gaviolii Ricceri & Moraldo
- Viola gelida J.M.Watson, M.P.Cárdenas & A.R.Flores
- Viola germainii Sparre
- Viola glabella Nutt. – fiołek nagi
- Viola glaberrima (Ging. ex Chapm.) House
- Viola glandularis H.E.Ballard & P.M.Jørg.
- Viola glechomoides Leyb.
- Viola gmeliniana Schult.
- Viola godoyae Phil.
- Viola × gotlandica W.Becker
- Viola gracilis Sm. – fiołek powabny
- Viola gracillima A.St.-Hil.
- Viola graeca (W.Becker) Halácsy
- Viola grahamii Benth.
- Viola grandisepala W.Becker
- Viola granulosa Wedd.
- Viola grayi Franch. & Sav.
- Viola × greatrexii Nakai & F.Maek.
- Viola grisebachiana Vis.
- Viola × grubovii Vl.V.Nikitin
- Viola grypoceras A.Gray
- Viola guadalupensis A.M.Powell & Wauer
- Viola guangzhouensis A.Q.Dong, J.S.Zhou & F.W.Xing
- Viola guatemalensis W.Becker
- Viola guaxarensis M.Marrero, Docoito Díaz & Martín Esquivel
- Viola × halacsyana Degen & Dörfl.
- Viola hallii A.Gray
- Viola hamiltoniana D.Don – fiołek miniaturowy
- Viola hancockii W.Becker
- Viola hastata Michx.
- Viola × haynaldii Wiesb.
- Viola hederacea Labill.
- Viola hediniana W.Becker
- Viola heldreichiana Boiss.
- Viola helena C.N.Forbes & Lydgate
- Viola hemsleyana Calderón
- Viola henriquesii (Willk. ex Cout.) W.Becker
- Viola henryi H.Boissieu
- Viola herzogii (W.Becker) Bornm.
- Viola × heterocarpa Borbás
- Viola hieronymi W.Becker
- Viola hillii W.Becker
- Viola hirsutula Brainerd
- Viola hirta L. – fiołek kosmaty
- Viola × hirtiformis Wiesb.
- Viola hirtipes S.Moore
- Viola hispida Lam.
- Viola hissarica Juz.
- Viola × hollickii House
- Viola hondoensis W.Becker & H.Boissieu
- Viola hookeri Thomson
- Viola hookeriana Kunth
- Viola howellii A.Gray
- Viola huesoensis Martic.
- Viola huidobrii Gay
- Viola huizhouensis Y.S.Huang & Q.Fan
- Viola hultenii W.Becker
- Viola humilis Kunth
- Viola × hungarica Degen & Sabr.
- Viola hybanthoides W.B.Liao & Q.Fan
- Viola hymettia Boiss. & Heldr.
- Viola × hyrcanica Vl.V.Nikitin
- Viola × ibukiana Makino
- Viola × igoschinae Vl.V.Nikitin
- Viola ilvensis (W.Becker) Arrigoni
- Viola improcera L.G.Adams
- Viola incisa Turcz.
- Viola × incissecta Vl.V.Nikitin
- Viola incognita Brainerd
- Viola inconspicua Blume
- Viola indica W.Becker
- Viola ingolensis Elisafenko
- Viola × insessa House
- Viola × insolita House
- Viola × interjecta Borbás
- Viola × intersita Beck
- Viola ircutiana Turcz.
- Viola irinae Zolot.
- Viola isaurica Contandr. & Quézel
- Viola × iselensis W.Becker
- Viola isopetala Juz.
- Viola ivonis Erben
- Viola iwagawae Makino
- Viola × jagellonica Zapał.
- Viola jalapaensis W.Becker
- Viola jangiensis W.Becker
- Viola japonica Langsd. ex Ging.
- Viola jaubertiana Marès & Vigin.
- Viola javanica W.Becker
- Viola jeniseensis Zuev
- Viola × jindoensis M.Kim
- Viola jinggangshanensis Z.L.Ning & J.P.Liao
- Viola jizushanensis S.H.Huang
- Viola × joannis-wagneri Kárpáti
- Viola joergensenii W.Becker
- Viola johnstonii W.Becker
- Viola jooi Janka – fiołek transylwański
- Viola jordanii Hanry
- Viola × josephii J.M.Watson & A.R.Flores
- Viola × juzepczukii Vl.V.Nikitin
- Viola kamtschadalorum W.Becker & Hultén
- Viola × karakulensis Vl.V.Nikitin & O.Baranova
- Viola kauaensis A.Gray
- Viola keiskei Miq.
- Viola kermesina W.Becker
- Viola × kerneri Wiesb.
- Viola × kisoana Nakai
- Viola kitaibeliana Schult. – fiołek Kitaibela
- Viola kitamiana Nakai
- Viola kizildaghensis Dinç & Yıld.
- Viola kjellbergii Melch.
- Viola × klingeana Ronniger
- Viola kopaonikensis Pančić ex Tomović & Niketić
- Viola kosanensis Hayata
- Viola kosaninii (Degen) Hayek
- Viola kouliana Bhellum & Magotra
- Viola × kozo-poljanskii Grosset
- Viola × krascheninnikoviorum Vl.V.Nikitin
- Viola kunawarensis Royle
- Viola kusanoana Makino
- Viola kusnezowiana W.Becker
- Viola labradorica Schrank – fiołek labradorski
- Viola × lacmonica Hausskn.
- Viola lactea Sm.
- Viola lactiflora Nakai
- Viola lainzii P.Monts.
- Viola lanaiensis W.Becker
- Viola lanceolata L.
- Viola langeana Valentine
- Viola langloisii Greene
- Viola langsdorffii Fisch. ex Ging.
- Viola lanifera W.Becker
- Viola laricicola Marcussen
- Viola latistipula Hemsl.
- Viola latiuscula Greene
- Viola lehmannii W.Becker
- Viola leyboldiana Phil.
- Viola libanotica Boiss.
- Viola lilliputana Iltis & H.E.Ballard
- Viola lilloana W.Becker
- Viola limbarae (Merxm. & W.Lippert) Arrigoni
- Viola lithion N.H.Holmgren & P.K.Holmgren
- Viola × litoralis Spreng.
- Viola livonica Vl.V.Nikitin
- Viola llullaillacoensis W.Becker
- Viola lobata Benth.
- Viola lologensis (W.Becker) J.M.Watson
- Viola longibracteolata P.Gonzáles, Ed.Navarro & J.M.Watson
- Viola longipetiolata Ricceri & Moraldo
- Viola lovelliana Brainerd
- Viola lucens W.Becker
- Viola × luciae Skottsb.
- Viola lungtungensis S.S.Ying
- Viola lutea Huds. – fiołek żółty
- Viola × lutzii E.G.Camus
- Viola lyallii Hook.f.
- Viola macloskeyi F.E.Lloyd
- Viola macroceras Bunge
- Viola maculata Cav.
- Viola magellanica G.Forst.
- Viola magellensis Porta & Rigo ex Strobl
- Viola magnifica C.J.Wang & X.D.Wang
- Viola majchurensis Pissjauk.
- Viola × malteana House
- Viola mandonii W.Becker
- Viola mandshurica W.Becker – fiołek mandżurski
- Viola maoershanensis Y.S.Chen & Q.E.Yang
- Viola marcelaferreyrae Nicola, J.M.Watson & A.R.Flores
- Viola marcelorosasii J.M.Watson & A.R.Flores
- Viola × markgrafii W.Becker
- Viola maroccana (Maire) Maire
- Viola × matczkasensis Vl.V.Nikitin
- Viola matronae Stepanov
- Viola mauritii Tepl.
- Viola maviensis H.Mann
- Viola maximowicziana Makino
- Viola maymanica Grey-Wilson
- Viola mearnsii Merr.
- Viola × melissifolia Greene
- Viola membranacea W.Becker
- Viola × menitzkii Vl.V.Nikitin
- Viola mercurii Orph. ex Halácsy
- Viola merrilliana W.Becker
- Viola merxmuelleri Erben
- Viola mesadensis W.Becker
- Viola miaolingensis Y.S.Chen
- Viola micranthella Wedd.
- Viola microcentra W.Becker
- Viola microphylla Phil.
- Viola milanae Vl.V.Nikitin
- Viola × militaris Savouré
- Viola minuscula Greene
- Viola minuta M.Bieb.
- Viola minutiflora Phil.
- Viola mirabilis L. – fiołek przedziwny
- Viola missouriensis Greene – fiołek missouryjski
- Viola × mixta A.Kern.
- Viola modesta Fenzl
- Viola molisana Ricceri & Moraldo
- Viola × mollicula House
- Viola mongolica Franch.
- Viola montagnei Gay
- Viola montcaunica Pau
- Viola moupinensis Franch.
- Viola mucronulifera Hand.-Mazz.
- Viola muehldorfii Kiss
- Viola × mulfordiae Pollard
- Viola muliensis Y.S.Chen & Q.E.Yang
- Viola munbyana Boiss. & Reut.
- Viola murronensis Ricceri & Moraldo
- Viola muscoides Phil.
- Viola nagasawae Makino & Hayata
- Viola × najadum Wein
- Viola nana (DC. ex Ging.) Le Jol.
- Viola nanlingensis J.S.Zhou & F.W.Xing
- Viola nannae R.E.Fr.
- Viola nannei Pol.
- Viola × napae House
- Viola nassauvioides Phil.
- Viola nebrodensis C.Presl
- Viola × neglectiformis Vl.V.Nikitin
- Viola nemoralis Kütz.
- Viola nephrophylla Greene
- Viola niederleinii W.Becker
- Viola × nikitinii Vasjukov
- Viola nitida Y.S.Chen & Q.E.Yang
- Viola nobilis W.Becker
- Viola × notabilis E.P.Bicknell
- Viola novae-angliae House
- Viola nubigena Leyb.
- Viola nuda W.Becker
- Viola nujiangensis Y.S.Chen & X.H.Jin
- Viola nummulariifolia Vill.
- Viola nuttallii Pursh
- Viola oahuensis C.N.Forbes
- Viola obituaria J.M.Watson & A.R.Flores
- Viola oblonga Blatt.
- Viola obtusa (Makino) Makino
- Viola × obtusoacuminata T.Hashim. ex T.Shimizu
- Viola × obtusogrypoceras Makino
- Viola occulta Lehm.
- Viola ocellata Torr. & A.Gray
- Viola odontocalycina Boiss.
- Viola odorata L. – fiołek wonny
- Viola × ogawae Nakai
- Viola × okuharae F.Maek. ex T.Shimizu
- Viola × olimpia Beggiat.
- Viola orbelica Pančić
- Viola orbiculata (A.Gray) Geyer ex B.D.Jacks.
- Viola oreades M.Bieb.
- Viola orientalis (Maxim.) W.Becker
- Viola ornata P.Gonzáles, Montesinos & J.M.Watson
- Viola orphanidis Boiss. – fiołek sierocy
- Viola orthoceras Ledeb.
- Viola ovalleana Phil.
- Viola ovato-oblonga (Miq.) Makino
- Viola oxyodontis H.E.Ballard
- Viola pachyrrhiza Boiss. & Hohen.
- Viola pachysoma M.Sheader & J.M.Watson
- Viola pacifica Juz.
- Viola painteri Rose & House
- Viola palatina Y.N.Lee
- Viola pallascaensis W.Becker
- Viola palmata L. – fiołek dłoniasty
- Viola palmensis (Webb & Berthel.) Sauer
- Viola palustris L. – fiołek błotny
- Viola papuana W.Becker & Pulle
- Viola paradoxa Lowe
- Viola parnonia Kit Tan, Sfikas & Vold
- Viola parvula Tineo
- Viola patrinii Ging.
- Viola pectinata E.P.Bicknell
- Viola pedata L. – fiołek stopowaty
- Viola pedatifida G.Don – fiołek preriowy
- Viola pedunculata Torr. & A.Gray
- Viola pekinensis (Regel) W.Becker
- Viola pendulicarpa W.Becker
- Viola pentadactyla Fenzl
- Viola perinensis W.Becker
- Viola × perplexa Gremli
- Viola perpusilla Boissieu
- Viola perreniformis (L.G.Adams) R.J.Little & Leiper
- Viola petraea W.Becker
- Viola phalacrocarpa Maxim.
- Viola philippiana Greene
- Viola philippica Cav.
- Viola phitosiana Erben
- Viola pilosa Blume
- Viola pilushanensis S.S.Ying
- Viola pinetorum Greene
- Viola pinnata L. – fiołek pierzasty
- Viola pitouchaoensis S.S.Ying
- Viola placida W.Becker
- Viola × pluricaulis Borbás
- Viola pluviae Marcussen, H.E.Ballard & Blaxland
- Viola × poelliana Murr
- Viola poetica Boiss. & Spruner
- Viola polycephala H.E.Ballard & P.M.Jørg.
- Viola polypoda Turcz.
- Viola × polysecta Nakai
- Viola × popovae Vl.V.Nikitin
- Viola × populifolia Greene
- Viola × porphyrea R.Uechtr. – fiołek purpurowy
- Viola portalesia Gay
- Viola × porteriana Pollard
- Viola portulacea Leyb.
- Viola praemorsa Douglas
- Viola primulifolia L. – fiołek pierwiosnkolistny
- Viola principis Boissieu
- Viola prionantha Bunge
- Viola producta W.Becker
- Viola pseudaetolica Tomović, Melovski & Niketić
- Viola pseudogracilis (A.Terracc.) Strobl ex Degen & Dörfl.
- Viola pseudograeca Erben
- Viola × pseudomakinoi M.Mizush. ex T.Shimizu
- Viola pubescens Aiton
- Viola pubipetala S.S.Ying
- Viola pulvinata Reiche
- Viola pumila Chaix – fiołek drobny
- Viola purpurea Kellogg
- Viola pusilla Poepp.
- Viola pusillima Wedd.
- Viola pygmaea Juss. ex Poir.
- Viola × pynzarii Vl.V.Nikitin
- Viola pyrenaica Ramond ex DC.
- Viola quercetorum M.S.Baker & J.C.Clausen
- Viola raddeana Regel
- Viola rafinesquei Greene
- Viola ramiflora K.O.Yoo
- Viola ramosiana W.Becker
- Viola rauliniana Erben
- Viola × raunsiensis W.Becker & Košanin
- Viola rausii Erben
- Viola × redacta House
- Viola regina J.M.Watson & A.R.Flores
- Viola reichei Skottsb. ex Macloskie
- Viola reichenbachiana Jord. ex Boreau – fiołek leśny
- Viola renifolia A.Gray
- Viola replicata W.Becker
- Viola × reschetnikovae Vl.V.Nikitin
- Viola retusa Greene
- Viola rheophila Okamoto
- Viola rhodopeia W.Becker
- Viola rhombifolia Leyb.
- Viola × ritschliana W.Becker
- Viola riviniana Rchb. – fiołek Rivina
- Viola × robinsoniana House
- Viola roccabrunensis Espeut
- Viola rodriguezii W.Becker
- Viola roigii Rossow
- Viola rosacea Brainerd
- Viola rossii Hemsl.
- Viola rossowiana J.M.Watson & A.R.Flores
- Viola rostrata Muhl. ex Pursh
- Viola rosulata Poepp. & Endl.
- Viola rotundifolia Michx. – fiołek okrągłolistny
- Viola rubella Cav.
- Viola rubromarginata J.M.Watson & A.R.Flores
- Viola rudolfii Vl.V.Nikitin
- Viola rudolphii Sparre
- Viola rugosa Phil. ex W.Becker
- Viola rugulosa Greene
- Viola × rupestriformis Vl.V.Nikitin
- Viola rupestris F.W.Schmidt – fiołek skalny
- Viola rupicola Elmer
- Viola saccata Melch.
- Viola sacchalinensis H.Boissieu
- Viola sacculus Skottsb.
- Viola sagittata Aiton – fiołek strzałkowaty
- Viola samothracica (Degen) Raus
- Viola sandaiojiaoensis S.S.Ying
- Viola sandrasea Melch.
- Viola santiagonensis W.Becker
- Viola × savatieri Makino
- Viola saxifraga Maire
- Viola × scabra F.Braun
- Viola scandens Humb. & Bonpl. ex Schult.
- Viola schachimardanica Khalk.
- Viola schariensis Erben
- Viola × schauloi Vl.V.Nikitin
- Viola scopulorum (A.Gray) Greene
- Viola scorpiuroides Coss.
- Viola seleriana W.Becker
- Viola selkirkii Pursh ex Goldie
- Viola sempervirens Greene
- Viola sempervivum Gay
- Viola × semseyana Borbás
- Viola senzanensis Hayata
- Viola septemloba Leconte
- Viola septentrionalis Greene – fiołek północny
- Viola sequeirae Capelo, R.Jardim, J.C.Costa, Lousã & Rivas Mart.
- Viola × sermenika Formánek
- Viola serpentinicola de Salas
- Viola serresiana Erben
- Viola sfikasiana Erben
- Viola shaoyoukengensis S.S.Ying
- Viola sheltonii Torr.
- Viola shikokiana Makino
- Viola shinchikuensis Yamam.
- Viola shiweii Xiao C.Li & Zheng W.Wang
- Viola sieberiana Spreng.
- Viola sieboldii Maxim.
- Viola sieheana W.Becker
- Viola sikkimensis W.Becker
- Viola silicestris K.R.Thiele & Prober
- Viola singularis J.M.Watson & A.R.Flores
- Viola sintenisii W.Becker
- Viola sirinica Ricceri & Moraldo
- Viola × skofitziana Wiesb.
- Viola skottsbergiana W.Becker
- Viola somchetica K.Koch
- Viola sororia Willd. – fiołek motylkowaty
- Viola spathulata Willd. ex Schult.
- Viola speciosa Pant.
- Viola spegazzinii W.Becker
- Viola sphaerocarpa W.Becker
- Viola stagnina Kit. ex Schult. – fiołek mokradłowy
- Viola steinbachii W.Becker
- Viola stewardiana W.Becker
- Viola stipularis Sw.
- Viola stocksii Boiss.
- Viola stojanowii W.Becker – fiołek Stojanowa
- Viola stoloniflora Yokota & Higa
- Viola stoneana House
- Viola striata Aiton – fiołek paskowany
- Viola striatella H.Boissieu
- Viola striis-notata (J.Wagner) Merxm. & W.Lippert
- Viola stuebelii Hieron.
- Viola suavis M.Bieb. – fiołek bławatkowy
- Viola × subaffinis House
- Viola subandina J.M.Watson
- Viola subasica (Fiori) Ricceri & Moraldo
- Viola subatlantica (Maire) Ibn Tattou
- Viola subdimidiata A.St.-Hil.
- Viola × sublanceolata House
- Viola subsinuata (Greene) Greene
- Viola × sukaczewii Vl.V.Nikitin
- Viola sumatrana Miq.
- Viola szetschwanensis W.Becker & H.Boissieu
- Viola taltalensis W.Becker
- Viola tanaitica Grosset
- Viola × taradakensis Nakai
- Viola tarbagataica Klokov
- Viola tashiroi Makino
- Viola tatjanae Stepanov
- Viola tectiflora W.Becker
- Viola tenuipes Pollard
- Viola tenuissima C.C.Chang
- Viola teplouchovii Juz.
- Viola teshioensis Miyabe & Tatew.
- Viola thasia W.Becker
- Viola thianschanica Maxim.
- Viola thibaudieri Franch. & Sav.
- Viola thomasiana Songeon & E.P.Perrier
- Viola thomsonii Oudem.
- Viola thymifolia Britton
- Viola tienschiensis W.Becker
- Viola × tigirekica Vl.V.Nikitin
- Viola tineorum Erben & Raimondo
- Viola tokubuchiana Makino
- Viola tomentosa M.S.Baker & J.C.Clausen
- Viola × torslundensis W.Becker
- Viola tovarii P.Gonzáles & Molina-Alor
- Viola triangulifolia W.Becker
- Viola trichopetala C.C.Chang
- Viola trichosepala (W.Becker) Juz.
- Viola tricolor L. – fiołek trójbarwny
- Viola tridentata Sm.
- Viola triflabellata W.Becker
- Viola trinervata (Howell) Howell ex A.Gray
- Viola tripartita Elliott
- Viola trochlearis J.M.Watson & A.R.Flores
- Viola truncata Meyen
- Viola tucumanensis W.Becker
- Viola turkestanica Regel & Schmalh.
- Viola turritella J.M.Watson & A.R.Flores
- Viola × tuvinica Vl.V.Nikitin
- Viola × tzvelevii Vl.V.Nikitin
- Viola ucriana Erben & Raimondo
- Viola × uechtritziana Borbás
- Viola uliginosa Besser – fiołek bagienny
- Viola umbraticola Kunth
- Viola umphangensis S.Nansai, Srisanga & Suwanph.
- Viola uniflora L. – fiołek jednokwiatowy
- Viola uniquissima J.M.Watson & A.R.Flores
- Viola unwinii W.Becker
- Viola urophylla Franch.
- Viola utahensis M.S.Baker & J.C.Clausen
- Viola utchinensis Koidz.
- Viola vadimii Vl.V.Nikitin
- Viola vaginata Maxim.
- Viola valderia All.
- Viola vallenarensis W.Becker
- Viola vallicola A.Nelson
- Viola vanroyenii H.St.John
- Viola variegata Fisch. ex Link
- Viola vectoris Ricceri & Moraldo
- Viola velutina Formánek
- Viola veronicifolia Planch. & Linden
- Viola viarum Pollard
- Viola × viatkensis Vl.V.Nikitin
- Viola × villaquensis Benz
- Viola villosa Walter
- Viola × vilnaensis W.Becker
- Viola × vindobonensis Wiesb.
- Viola violacea Makino
- Viola vittata Greene
- Viola volcanica Gillies ex Hook. & Arn.
- Viola voliotisii Erben
- Viola vorobievii Bezd.
- Viola vourinensis Erben
- Viola vulturis Ricceri & Moraldo
- Viola wailenalenae (Rock) Skottsb.
- Viola wallichiana Ging.
- Viola walteri House
- Viola wansanensis Y.N.Lee
- Viola weberbaueri W.Becker
- Viola websteri Hemsl.
- Viola weibelii J.F.Macbr.
- Viola × wilczekiana Beauverd
- Viola × wilhelmii Vl.V.Nikitin
- Viola × wilibaldii Vl.V.Nikitin
- Viola willkommii R.Roem. ex Willk.
- Viola woosanensis Y.N.Lee & J.Kim
- Viola woroschilovii Bezd.
- Viola × wujekii H.E.Ballard
- Viola wulinfarmensis S.S.Ying
- Viola wulingensis S.S.Ying
- Viola xanthopotamica J.M.Watson & A.R.Flores
- Viola xibaoensis S.S.Ying
- Viola yazawana Makino
- Viola yezoensis Maxim.
- Viola yildirimlii Dinç & Bağcı
- Viola yunnanensis W.Becker & H.Boissieu
- Viola yunnanfuensis W.Becker
- Viola × yurii Vl.V.Nikitin
- Viola yuzufelensis A.P.Khokhr.
- Viola × zophodes K.R.Thiele & Prober
- Viola × zwienenii J.M.Watson & A.R.Flores